# Arzneimittel pflanzlicher Herkunft im Kleinen Destillierbuch
Die Arzneimittel pflanzlicher Herkunft im Kleinen Destillierbuch des Hieronymus Brunschwig sind in der folgenden Tabelle nach den vom Autor verwendeten Namen und nach der modernen Nomenklatur aufgeführt. Berücksichtigt werden auch solche Pflanzen, von denen Brunschwig lediglich eine botanische Beschreibung ohne Angaben über ihre therapeutische Verwendung gab. In der vierten Spalte werden die von Brunschwig angegebenen Indikationen der Pflanzenwässer dargestellt, und es wird der Versuch unternommen, die direkten Quellen für diese Indikationsangaben zu bestimmen. Die indirekten Quellen wie zum Beispiel die Werke von Pedanios Dioskurides und von Plinius dem Älteren sind in dieser Tabelle nicht berücksichtigt.
| Blatt      | Aktuelle Nomenklatur                          | Name und Beschreibung im Kleinen Destillierbuch | Wirkungs- bzw. Indikationsangaben im Kleinen Destillierbuch. ----- Quellen | Abbildungen |
| ---------- | --------------------------------------------- | --- | --- | ----------- |
| 054r       | Achillea millefolium                          | Garb | A Magenerwärmung – B Spulwürmer – C Blutarmut – D Frische Wunden – E Blutreinigung B, C = Frankfurt. Ms. germ. qu. 17, Elsass. 1. Viertel 15. Jh. Bl. 344rb. D = Gart der Gesundheit. Mainz 1485, Kapitel 254. |             |
| 121v       | Adonis vernalis                               | Xpi wurtzel, lieberlei, schwartz nieß wurtz | Wurzel und Kraut werden unterschieden. Wurzel: seit Dioskurides überlieferte Wirkungsangabe für Helleborus niger (Purgieren der schwarzen Galle). ----- Kraut: erstmals bei Brunschwig, ein Volksrezept „zur Verlängerung des Lebens.“ |             |
| 043r       | Agaricus campestris                           | Engerling schwammen, wyß engerling, wißfar schwammen | Angaben zur Wirkung werden von Lactarius piperatus übernommen |             |
| 018r       | Agrimonia eupatoria                           | Agrimonien, agrimenig, adermeng, bruch wurtzel | A Husten – B Reinigung der Milz – C Wassersucht – D Gelbsucht – E Blutreinigung – F Innere Blutstauung – G Mundfäule – H Tötet Würmer – I Unreine Wunden – K Viertagefieber – L Weh in der Kehle A, B, C = Frankfurt. Ms. germ. qu. 17, Elsass, 1. Viertel 15. Jh., Blatt 340va. = Heidelberg. Cpg 226. Elsass 1459-1469. Blatt 104r. A, B, C, H, E, F = Heidelberg. Cpg 545. Nürnberg 1474. Blatt 97v-98r. B, C, I = Gart der Gesundheit. Mainz 1485, Kapitel 5. |             |
| 096r       | Agrostemma githago                            | Ratten krut … das in dem korn wachsen ist mit cleynen purpur farben blůmen, rat im korn | A Schwinden der Glieder – B Migräne (Nagel in den Augen) – C Fisteln A, C = Deutscher Macer (Heidelberg. Cpg 226. Elsass 1459-1469. Blatt 188v.) |             |
| 052r       | Ajuga reptans                                 | Gunsel, guldin. Güldin gunsel ist der namen myn. Myn blům gybt bloen schyn. | A Darm-Entzündung – B Müde Glieder – C Leibschmerzen – D Äußerliche Wunden – E Geronnenes Blut im Leib – F Mundgeschwüre – G Stechen im Leib – H Äußre Geschwulst – I Verlust des Sprechvermögens nach Schlaganfall – K Schwarze Zunge bei Fieber A, C, D, E, F, G = Frankfurt. Ms. germ. qu. 17, Elsass. 1. Viertel 15. Jh. Blatt 344ra. |             |
| 104r       | Alchemilla xanthochlora                       | Synnow, vnser frowen mantel … ein krut in der lenge vnd höhe wie ich geleret hab von dem sanickel (Sanicula europaea). | A Entzündete Wunden – B Macht Frauenbrüste hart und straff – C Für gebrochene Menschen A, C = Gabriel von Lebenstein (Heidelberg. Cpg 545. Nürnberg 1474, Blatt 106r-v.). A = Gart der Gesundheit. Mainz 1485, Kapitel 32. |             |
| 032r       | Alisma plantago-aquatica                      | Wegrich … Wasser-Wegerich, Froschleffel | |             |
| 043r       | Allium cepa. var. ascalonicum                 | Eschlouch | A Geronnenes Blut im Leib - B Schadet den Augen – C Gegen Bauchgrimmen – D Würmer im Bauch – E Gries in Lende, Niere und Harnblase – F Schädliche Feuchtigkeit im Magen B, C, D, F = Büchlein von den ausgebrannten Wässern. Abschlag. D = Gart der Gesundheit. Mainz 1485, Kapitel 30. |             |
| 122v       | Allium cepa var. cepa                         | Gemeine Zibeln, vlch | A Verlust des Sprechvermögens nach dem Biss eines giftigen Tieres – B In die Nase gezogen gegen Kopfbeschwerden – C Prophylaxe gegen Zahnweh – D Macht Haare wachsen – E Vertreibt Spulwürmer im Leib B, D = Gart der Gesundheit. Mainz 1485, Kapitel 103. |             |
| 070v       | Allium porrum                                 | Louch | A Kaltes Bluterbrechen – B Macht Frauen fruchtbar – C Nasenbluten – D Harter Bauch und Lendenweh – E Wundheilung – F Verletzung der Geburtswege nach der Niederkunft A = Gabriel von Lebenstein. A, B, C, E, F = Gart der Gesundheit. Mainz 1485, Kapitel 303. |             |
| 065r       | Allium sativum                                | Knoblouch | A Halsschwellung - B Harnwegsgrieß - C Husten und Atemnot – D Stuhlverstopfung – E Spulwürmer – F Harn-Entleerungsstörung – G Harnwegs-Stein A, B, C, E, F, G = Deutscher Macer (Heidelberg. Cpg 226. Elsass 1459-1469, Blatt 181v-182r). B, C, E, F, G, = Gart der Gesundheit. Mainz 1485, Kapitel 4. |             |
| 107r       | Allium victorialis                            | Sig wurtz, lange. Spicanardi ist ein blům oder gewechs in gestalt der langen sig wurtz von den latinischen herba victorialis genant | Apotropäische Wirkung |             |
| 120r       | Allium victorialis                            | Sig wurtz, lang. Ouch das sie das (Frauenhaarfarn Adiantum capillus-veneris) mit eines kruts wurtzeln von den latinischen herba victorialis an dem hals tragen sind in tütschen zungen lang syg wurtz dz sie nit wund werden vnd ir find über wynden sint / darumb sigwurtz oder aller man harnsch genant würt / vmb dz ir wurtzel über zogen wie herlin in gestalt des pantzers | Apotropäische Wirkung |             |
| 063v       | Althaea officinalis                           | Ibisch, Ybisch wurtzel, wild bappeln | A Geschwulst – B Hauterkrankung durch Hitze (Freisem) – C Blutungsstillung – D Harnwegs-Stein und -Gries – E Kopfläuse – F Frische Wunden – G Geschwollene Wunden – H Darmblutung – I Treibt die Nachgeburt – K Blutharnen – L Reinigt die Harnblase - M Wärmt den Magen – N Atemnot – O Erweicht und verändert – P Regt die Monatsblutung an – Q Macht weich im Bauch A, D, F, G, H, I, K, O, = Deutscher Macer (Heidelberg. Cpg 226. Elsass 1459-1469, Blatt 193r-v.) A, B, D, H, L, O = Gart der Gesundheit. Mainz 1485, Kapitel 12. |             |
| 087r       | Amanita muscaria                              | Pfifferling ... Es sint ouch anderley schwammen die sint breit vnd dick / oben rot mit wyssen bletterlin in milch gekocht. Von irem essen sterbent die mucken, von den latinischen mustineti, vnd in tütscher zungen mucken schwammen genant | Anwendung als Insektengift = Konrad von Megenberg. Buch der Natur. = Albertus Magnus (13. Jahrhundert) in seiner Abhandlung „De vegetabilibus.“ |             |
| 051v       | Anagallis arvensis                            | Gaucheil, calmcar crut; maior, rotfarb blůmen, man | A Gegen Ansteckung für die Männer – B Frische Wunden |             |
| 051v       | Anagallis foemina                             | Gaucheil, calmcar crut; minor, blo hymel farb blůmen in größ der roten mit eim fierecketen stengel, wiblin | A Gegen Ansteckung für die Frauen – B Frische Wunden |             |
| 085v       | Anchusa                                       | Ochsen zung. In Bezug auf die Intensität der Wirkung unterscheidet Brunschwig drei Ochsenzungen-Arten. Nach seiner Einschätzung ist Anchusa azurea am wirksamsten, gefolgt von Anchusa arvensis, gefolgt von Anchusa officinalis | A Schnupfen – B Unsinnigkeit / Mania – C Gut für die Monatsblutung – D Fördert Gedächtnis und Verstand – E Kräftigt das Herz – F Gelbsucht – G Vertreibt böse Feuchtigkeit von der Lunge – H Seitenstechen – I Herz-Fieber – K Stärkt alle Organe – L Mundgeruch – M Zur Blutreinigung bei Hauterkrankungen B = Gabriel von Lebenstein A, C = Büchlein von den ausgebrannten Wässern. E, F, G, H, I = Frankfurt. Ms. germ. qu. 17. Elsass 1. Viertel 15. Jh. Blatt 348ra-rb. F, G, H, I = Heidelberg. Cpg 638. Elsass/Basel 2. Viertel 15. Jh. Blatt 23v. E, F, I = Heidelberg. Cpg 226. Elsass 1459-1469. Blatt 104v. B, D, E, G, I = Gart der Gesundheit. Mainz 1485, Kapitel 54. |             |
| 085v       | Anchusa officinalis                           | Ochsen zung, gegen stoß, scheffels zung mit eim eynigen stengel mit purpur farwen blůmen | |             |
| 085v       | Anchusa arvensis                              | Ochsen zung. … Clein ochsen zung vff geerten oder gebuwten eckern wachsen mit vast cleinen blümblin. Sin stamm selten über ein ellenbogen funden wurt | |             |
| 021v, 085v | Anchusa azurea                                | Ochsen zung wie ein stud mit ruhen blettern vnd blowen blůmen wie burretsch | |             |
| 103v       | Anemone nemorosa                              | Regen würmlin. Es ist ouch ein ander sanickel genant wild sanickel / des wurtzeln von den tütschen regen würmlin genant würt / das krut mit wyssen blůmen in dem meyen wachsen / vnd bald dar nach wider vergangen | |             |
| 040r       | Anethum graveolens                            | Dillen ist ein krut schier glich dem fenchel. Wachsend an gebuwenden enden vff II ellenbogen hoch | A Macht müde und ruhig – B Vermehrt den Frauen die Milch – C Gegen Blähungen und Aufstoßen – D Mundspülung für die Zähne – E Gliederkrampf – F Brechreiz – G Harnentleerungsstörung – H Bauchweh und Verdauungsstörung – I Durchfall – K Geschwulst – L Gegen Unkeuschheit – M Bauchweh und Verdauungsstörung B, C, D, F, G, H, I, M = Büchlein von den ausgebrannten Wässern. K = Heidelberg. Cpg 226. Elsass 1459-1469. Blatt 96r. A, B, C, G, H = Gart der Gesundheit. Mainz 1485, Kapitel 14. |             |
| 020r       | Angelica archangelica                         | Angelica, zam; des heiligen geists wurtzeln, brust wurtz | A Vorbeugungsmittel in Zeiten von Epidemien (Pestilentz) – B Enge und Verschleimung der Brust – C Verdauungsschwäche – D Stärkung gegen Ansteckung. ----- A, B, C, D = Galgant-Gewürz-Traktat (Heidelberg. Cpg 620. Südwestdeutschland 15. Jh. Blatt 92v-93r). |             |
| 020r       | Angelica sylvestris                           | Angelica, wild; bůchalter, sin wurtzel hat kein geschmack | |             |
| 035v       | Anthemis cotula                               | Krötten blůmen. Camillen … Eyns das man nennet krötten blůmen. Und stinckt vnd wechßt gern vmb stattmuren graben | |             |
| 065r       | Anthriscus cerefolium ssp. cerefolium         | Körbel krut wachsende in der lenge vnd höhe zweier ellenbogen hoch | A Für gebrochene und gefallene Menschen – B Nierenstein – C Macht Stuhlgang – D Gut für den Magen – E Kräftigt das Herz – F Vertreibt Fieber (Ritten) – G Gut für Haubt und Sinne – H Seitenstechen – I Lungenerkrankungen A, B, C, D, E, F, G, H, I = Frankfurt. Ms. germ. qu. 17. Elsass, 1. Viertel 15. Jh. Blatt 345ra. B, C, D, E, F, G, I = Heidelberg. Cpg 638. Elsass/Basel 2. Viertel 15. Jh. Blatt 23v. A, B, D, E, F, G, H = Heidelberg. Cpg 226. Elsass 1459-1469. Blatt 103r-v. = Heidelberg. Cpg 545. Nürnberg 1474. Blatt 102r-v. A, B = Gart der Gesundheit. Mainz 1485, Kapitel 86. |             |
| 064v       | Anthriscus sylvestris                         | Kölber kernen wachsen vff eim stengel vff anderthalb ellenbogen hoch | A „Durch Minne verdorbene Natur, die droht in Räudigkeit umzuschlagen“ - B Bringt die Monatsblutung – C Reguliert die Milchproduktion der Frau – D Macht fröhlich A, C = Frankfurt. Ms. germ. qu. 17. Elsass 1. Viertel 15. Jh. Blatt 316r. |             |
| 045r       | Apium graveolens                              | Epff, winter epff | A Hitze-Schwellung - B Macht müde und ruhig – C Fehlt - D Wunden – E Macht harnen und vertreibt Harnwegsgries A, D = Brunschwig. Chirurgie 1497, Blatt 126r. = Guy de Chauliac. Grande chirurgie. (Übersetzung: Nicaise 1890, S. 640) |             |
| 018v       | Aquilegia vulgaris                            | Agleyen … ist ein krut mitt eynem langen stengel, anderthalben ellenbogen hoch. Das merer teil mitt blowen blůmen. Vnd etlichs mit wyssen blůmen vnd kumpt das selten. | A Für Vergifft – B Gilb des magen munds – C Geschwer und Apostemen im Leib – D Magen-Überfunktion – E Stuhlverstopfung – F Bauchgrimmen – G Herzkrankheit und allgemeine Schwäche B, C, D, G = Frankfurt. Ms. germ. qu. 17. Elsass 1. Viertel 15. Jh. Blatt 340va. A, B, D, G = Heidelberg. Cpg 226. Elsass 1459-1469. Blatt 104r. C = Gart der Gesundheit. Mainz 1485, Kapitel 162. |             |
| 104r       | Arctium lappa                                 | Kletten. … Es sind auch ander kletten, die sich an die cleyder henckend mit grossen breiten blettern | |             |
| 059r       | Aristolochia clematitis                       | Holwurtz … das ander geschlecht ist lang … zu tütsch osterlutz oder lang holwurtz oder biber wurtz genant. Ouch von etlichen hinisch krut, dar vmb das man den rossen die hinsch mit vertriben ist. … Osterlucien | A Heilt Erkrankung am Penis – B Krampf und Entzündung der Glieder (Podagra) – C Böse Beine – D Bauchschmerzen – E Epilepsie – F Seitenstechen – G Geschwulst und Anschwellung des Unterleibs – H Fließende Wunden – I Darmvorfall – K Fisteln – L Haubt-Fluss – M Dämpfigkeit – N Reinigung nach der Geburt – O Milzsucht – P Fieber – Q Scheiden-Entzündung G, I = Gabriel von Lebenstein (Heidelberg. Cpg 666. Südwestdeutschland 1478, Blatt 125v-126r) B, H, K, N = Gart der Gesundheit. Mainz 1485, Kapitel 11. |             |
| 059r       | Aristolochia rotunda                          | Holwurtz | A Zittern der Hände – B Wunden – C Härte der Milz – D Seitenweh – E Krampf – F Frost im Menschen – G Macht viel Samen und Sperma – H Gliederentzündung (Podagra) – I Epilepsie – K Bauchweh B, D, F, I = Gart der Gesundheit. Mainz 1485, Kapitel 10. |             |
| 080r       | Armoracia rusticana                           | Merrettich, kren, kron | A Braune Blattern – B Krebs – C Fisteln – D Juckende Hautflechte (Ziterschen) – E Juckendes und nässendes Exanthm bei Kleinkindern (Megere) – F Darm-Schmerzen – G Unbekömmliche Speise im Magen – H Harnwegsstein – I Reinigt Niere und Blase – K Reinigt die Brust und ist gut für Husten – L Leber-Apostemen – M Ohrenentzündung – N Leber-Verstopfung – O Führt über Erbrechen verlegene kalte Feuchtigkeit aus und heilt Drei- und Viertage-Fieber – P Harnentleerungsstörung – Q Unbekömmliche Speise im Magen – R Wundsein (Wolf) an den Beinen F, G, H, I, O, Q = Büchlein von den ausgebrannten Wässern. G, H, I, Q = Frankfurt. Ms. germ. qu. 17. Elsass 1. Viertel 15. Jh. Blatt 346vb. = Heidelberg. Cpg 226. Elsass 1459-1469. Blatt 103v. B, C, G, H, I, K, M = Gart der Gesundheit. Mainz 1485, Kapitel 338. |             |
| 104v       | Artemisia abrotanum                           | Schoßwurtz, garthagen, schoß wurtz … mit eim überflüssigen starcken wol riechenden geschmack, in lengde eynes ellenbogens hoch nohe in gestalt des seffen boums | A Keuchen – B Räumt die Brust – C Husten – D Lenden-Sucht – E Bringt die ausbleibende Monatsblutung – F Macht harnen – G Ischiasbeschwerden – H Vergift – I Fieber – K Würmer im Bauch – L Spinnenbiss – M Herzbeklemmung bei jungen Menschen - N Bauchgrimmen – O Schmerz im Unterbauch (Bermuter) – P Haupt-Gesücht – Q Stillt die Monatsblutung – R Zur Krankheitsvorbeugung – S Öffnet die Gebärmutter – T Vertreibt Apostemen – V Vertreibt den Stein – X Tröpfeliges Harnen (Kalter Seich) – Y Harnentleerungsstörung – Z Dito A, B, C, D, E, G, H, I, K = Deutscher Macer (Heidelberg. Cpg 226. Elsass 1459-1469, Blatt 180r-v). M, N, O, P = Büchlein von den ausgebrannten Wässern. Stabwurtz. H, K, V, X, Y, Z = Büchlein von den ausgebrannten Wässern. Gertelen. A, B, C, E, H, K, L, N, O, P, T, V, X, Y, Z = Gart der Gesundheit. Mainz 1485, Kapitel 2. |             |
| 112r       | Artemisia absinthium                          | Wermůt | A Zaubermittel – B Wärmt den Magen – C Stärkt das Hirn, Hauptweh von Kälte – D Sehkraft - E Spulwürmer – F Appetitlosigkeit und Brechreiz – G Leber- und Milz-Verstopfung von Kälte – H Blutreinigung – I Weicht den Bauch, stillt Durchfall und heilt Verstopfung – K Bringt die Monatsblutung – L Bauchgrimmen – M Macht harnen – N Filzläuse – O Gebrochen – P Vertreibt Gift – Q Schwammen am Hintern und an der Scham – R Frische Wunden – S Reinigt alte Wunden und Schäden – T Unter Tinte gemischt gegen Mäusefraß – V Viertagefieber – X Innere Apostemen – Y Räude – Z Unbekömmliche Speis und Trank – AA Bringt gute Farbe – BB Macht gute Sprache – CC Vergiftung? – DD Magenstärkung – EE Dreitagefieber und Epilepsie – FF Drusen und Pestilentz – GG Antidot gegen Mohn und Bilsen – HH Als Dampf für das Gehör – II Mundspülung – KK Schmerz und Lähmung der Glieder – LL Rachengeschwulst (Uvula) – MM Kalte Leber D, G, M, S, Z, HH, = Gabriel von Lebenstein. (Heidelberg. Cpg 545. Nürnberg 1474, Blatt 106v-107r.) B, E, F, H, M, DD = Büchlein von den ausgebrannten Wässern. B, D, E, F, G, I, K, O, T, V, HH, II = Gart der Gesundheit. Mainz 1485, Kapitel 3. |             |
| 112r       | Artemisia cina                                | Wurmsat. … von den tütschen wurm sat genant. Den bringt man gemeinclich von genua ouch da selb wachsen ist vnd wenig an anderen enden | |             |
| 031v       | Artemisia vulgaris                            | Bucken, byfus, sunnen wendel gürtel, sant Johanns krut | A Bringt die Monatsblutung (wörtlich aus dem Deutschen Macer, nicht aus dem Gart der Gesundheit) – B Dito – C Erholung im Wochenbett – D Treibt die Totgeburt – E Erkrankungen an der Frauen heimlich Statt – F Husten – G Harnentleerungsstörung – H Stein – I Gelbsucht – K Wärmt die erkaltete Gebärmutter – L Vergift – M Schlaflosigkeit – N Wassersucht – O Milben im Haar – P Fördert den Bartwuchs – Q Stärkt die Brust und den kalten Magen – R Leber- und Milzverstopfung – S Müdigkeit der Glieder – T Reinigt die Gebärmutter A, B, C, D, E, F, G, H, I, L, Q, T = Deutscher Macer (Heidelberg. Cpg 226. Elsass 1459-1469, Blatt 179v-189r.) A, B, C, D, K, T = Gabriel von Lebenstein A, B, G, H, I, K, O, P, Q, R = Büchlein von den ausgebrannten Wässern. A, B, C, D, G, H, I, L, S, T = Gart der Gesundheit. Mainz 1485, Kapitel 1. |             |
| 019v       | Arum maculatum                                | Aron, pfaffen zagel … vnd wan das krut vergeet, so würt vß dem langen roten kölblin ein grünfarb trübly. Vnd so er zyttig würt, so gewynnet er rote ber, wie ein rot karell. | A Für gebrochene Menschen – B Unreine Wunden – C Reinigt den Magen C = Frankfurt. Ms, germ. qu. 17, Blatt 350ra. Serpentinen wasser. B = Brunschwig. Chirurgie 1497, Blatt 127r. Jarus. = Guy de Chauliac. Grande chirurgie. (Übersetzung: Nicaise 1890, S. 653) |             |
| 058v       | Asarum europaeum                              | Hasel wurtz | A Hitze an den Gliedern – B Heiße Leber – C Heiße Hauterkrankung (Schön) – D Wirkt abortiv – E Fieber – F Fördert die Monatsblutung – G Macht Harnen – H Gegen Wassersucht A, B, C, E = Heidelberg. Cpg 226. Elsass 1459-1469. Blatt 103r. D = Hildegard-Handschriften B, E, F, G, H = Gart der Gesundheit. Mainz 1485, Kapitel 19. |             |
| 108v       | Asparagus officinalis                         | Spargen ist ein krut mit eyner vast breyten wurtzeln wyt vß gespreit mit vil zincken, vnd sin stamm oder stengel ist ein gewächs mit zincken, schier glich dem cleinen schafft hew … vnd man pfligt sin stengel zů essen, in etlichen landen, die will es iung ist glich eynem salat                                                                                             | A Treibt den Harn – B Vertreibt Gries und Steine in Niere und Blase – C Gegen Darmschmerz – D Öffnet Milz- und Leberverstopfung – E Harnentleerungsstörung – F Bauchgrimmen – G Lenden- und Nierenschmerz – H Reinigt Blase und Niere – I Hüftweh – K Gelbsucht A, B, C, D, E, F, G = Büchlein von den ausgebrannten Wässern. D, E, G, I, K = Gart der Gesundheit. Mainz 1485, Kapitel 389. |             |
| 078r       | Asplenium ruta-muraria                        | Muer ruten, stein rutten | A Löscht Leber-Entzündung – B Verfaulen der Leber – C Verdorbene Leber bei einem Mann, der zu viel Unkeuschheit getrieben hat A, B = Gart der Gesundheit. Mainz 1485, Kapitel 88. |             |
| 102r       | Asplenium trichomanes                         | Wider tod krut, das krut von den latinischen capille veneris genant, vund von etlichen clein stein farn, darumb das der stengel clein wie ein struß federlin dem farn glich ist, vnd von etlichen iungkfrowen har, darumb so die bletlin die da clein einer linsen breit sind von dem stemlin gestreifft, dz stemlin glych dem hor ist                                           | A Kopfgrind und Haarausfall – B Reinigt die Brust von Schleim – C Bricht den Harnwegsstein – D Gelbsucht und Milzweh – E Reinigt Magen und Darm von Cholera – F Harnentleerungsstörung – G Skropfeln A, D, C, E, F = Gart der Gesundheit. Mainz 1485. Kapitel 88. |             |
| 035v       | Atriplex hortensis                            | Milten, Schißmilt | Wirkt Stuhl abführend |             |
| 082v       | Atropa belladonna                             | Dolwurtz | |             |
| 016r       | Ballota nigra                                 | Andorn, menlichs; gotts vergeß … das menlin brun schwartz far ist gilych den grossen neßlen mit einem hochen viereckechten stengel zweier ellenbogen hoch. Die bletter glich den neßlen, dann das sie schwertzer in der grünen farben sint | „Das menlin gebrucht würdt dem Man.“ Wirkungen wie Marrubium vulgare |             |
| 122v       | Bellis perennis                               | Zytlosen crut, maßlieblin | A Appetitlosigkeit – B Rippen- oder Knochenbruch – C Wundheilung – D Weicht den Bauch – E Lahmheit der Glieder – F Darmerkrankung B, C = Nikolaus Frauenlob. Heidelberg. Cpg 583. SW-Deutschland 1453-1483, Blatt 17r-v. E = Gart der Gesundheit. Mainz 1485. Kapitel 333. |             |
| 106v       | Berberis vulgaris                             | Surrouch, erbsal, versich ist ein stud bringend ein langlechte runde frůcht in dicke der weissen körner | A Roemheld-Syndrom – B Appetitanregung – C Innere Hitze – D Durst – E Zu starke Monatsblutung A, B, C = Frankfurt. Ms. germ. qu. 17. Elsass 1. Viertel 15. Jh. Blatt 349va. = Heidelberg, Cpg 226. Elsass 1459-1469. Blatt 103v. = Heidelberg, Cpg 545. Nürnberg 1474, Blatt 99v. Wemdling. B, C, D, E = Gart der Gesundheit. Mainz 1485, Kapitel 55. |             |
| 080r       | Beta vulgaris subsp. vulgaris                 | Mangolt krut, römischer köl | A Heisses Kopf-Weh – B Heiserkeit – C In die Nase gezogen gegen Kopf-Reuma C = Gart der Gesundheit. Mainz 1485, Kapitel 63. |             |
| 028r       | Betonica officinalis                          | Bathonie, brun bathonie | A Kaltes Haubt-Weh - B Gegen Durst - C Viertagefieber - D Haubt-Schweren - E Klärt die Augen - F Heilt Schäden - G Augen-Triefen - H Ohren-Schmerz - I Harn-Entleerungs-Störung - K Blasen-Stein - L Leber-Verstopfung - M Wassersucht - N Wundheilung - O Macht bleiche Farbe rosig - P Stärkt den Magen und die Verdauung - Q Übelkeit und Erbrechen - R Weicht und reinigt Brust und Lunge - S Reinigt die Milz - T Zähneknirschen - V Alter Husten und Brust-Enge - X Gelbsucht - Y Bringt die Monatsblutung - Z Bringt guten Magen - AA Gegen schädliche Arznei - BB Epilepsie - CC Vergifft - DD Giftige Tier-Bisse - EE Weicht den Bauch - FF Schmerz der Hüfte, Niere und Blase - GG Blutig-eitriger Auswurf - HH Haubt-Wunden und Knochen-Bruch - II Zahn-Weh - KK Podagra der Füße - LL Biss des wütenden Hundes C, D, E, G, H, I, K, L, M, N, P, Q, R, V, Z, BB, CC, EE, FF, GG = Deutscher Macer (Heidelberg. Cpg 226. Elsass 1459-1469. Blatt 193v-193r.) |             |
| 023v       | Betula spec.                                  | Bircken mit der wyßen rinden | Laub: A Harnwegsgries – B Entzündung am Penis. Saft: A Wunden – B Offene Schäden. Alle Wirkungsangaben nach Gart der Gesundheit. Mainz 1485, Kapitel 421. |             |
| 021v       | Borago officinalis                            | Burretsch, borretsch | Kraut: A Entzündung nach Insektenstich – B Bauchgrimmen – C Bauchanschwellung – D Blutiger Durchfall – E Atemnot – F Dunkle Augen – G Ohrensausen – H Kräftigt das Herz – I Stärkt das Hirn – K Manie – L Herz-Fieber – M Erfreut Herz und Gemüt E, H, K, L, M = Deutscher Macer (Heidelberg. Cpg 226. Elsass 1459-1469, Blatt 202r.) = Constantinus africanus. De gradibus liber. Druck Basel 1536, S. 348 L, M = Gart der Gesundheit. Mainz 1485, Kapitel 56. Blumen: A Blutreinigung – B Melancholie – C Herz-Stechen – D Vorbeugung gegen Aussatz – E Lähmung – F Flüsse vom Haupt – G Fieberhafte Erkrankungen – H Gelbsucht – I Hitze der Leber – K Blutreinigung anstelle von Aderlass – L Öffnet Adern und Organe B, C = Deutscher Macer (Heidelberg. Cpg 226. Elsass 1459-1469, Blatt 202r.) B, C, D, G, K, L = Pseudo-Arnaldus de Villanova. Bewahrung und Bereitung der Wein. 13. / 14. Jh. E, F = Büchlein von den ausgebrannten Wässern. A, B, H, = Gart der Gesundheit. Mainz 1485, Kapitel 56. |             |
| 094r       | Brassica oleracea var. sabellica?             | Römscher köl, kruser köl | |             |
| 038r       | Brassica oleracea conv. capitata var. alba?   | Cabs krut, wiß krut hat groß köpff | |             |
| 094r       | Brassica oleracea conv. capitata var. rubra?  | Rot köl | |             |
| 098v       | Brassica rapa subsp. rapa?                    | Ruben, zam | |             |
| 091r, 123r | Bryonia alba und Bryonia dioica               | Wild zitwan, hundß kürbs, schiß růben … ist ein krut fliechtende vff den zünen wie wynden. Am ersten mit grüennen beren glich den trüblen. Am letsten so sie zitig werden, so werdent sie rot wie die roten kyrsen oder als die rote korallen | A Fussgicht – B Reinigt den bösen Magen – C Bringt Stuhlgang – D Heiße Hautentzündung – E Rote Flecken im Gesicht – F Sommersprossen (Rüsemelin) unter den Augen – H Gerötetes Gesicht – I Verdauungsförderung – K Wanderndes Rheuma |             |
| 091v       | Calendula officinalis                         | Ringel blumen ist ein krut wachsend ein wenig lenger vnd höher dan eyns ellenbogen hoch mit eyner vast schönen goldt farwen blůmen | A Augen-Erkrankungen – B Haupt-Erkrankungen A, B = Büchlein von den ausgebrannten Wässern. |             |
| 059r       | Calluna vulgaris                              | Heid … kraut vff anderthalb spannen hoch mit bübschen cleinen lybfarben blümlin vff dem stemlin. | A Augenerkrankungen |             |
| 078v       | Caltha palustris                              | Moß blůmen, gel mey blůmen, dutter blůmen … ein blům im meyen bringen ist wie ein eyer dutter im moß wachsend | A Trockene Augenerkrankung A = Heidelberg. Cpg 226. Elsass 1459-1469, Blatt 105r. |             |
| 114r       | Calystegia sepium                             | Winden krut, wyß glocken krut | Kraut: A Harnentleerungsstörung. Blüten: A Allheilmittel (mit Verweis auf die Praxis einer Freiburger Ärztin) - B Harnentleerungstörung |             |
| 056r       | Cannabis sativa                               | Hanff krut | A Haupt-Weh – B Hitze |             |
| 110v       | Capsella bursa-pastoris                       | Teschel krut, seckel krut, seckel abschnyd | A Blut-Flüsse – B Wunden – C -Nasen-Bluten – D Blutende Wunden – E Stillt die Monatsblutung – F Harnwegs-Stein A, B, C, D, E, F = Büchlein von den ausgebrannten Wässern. A, C, D, E, F = Gart der Gesundheit. Mainz 1485, Kapitel 67. |             |
| 121r       | Carthamus tinctorius                          | Wild saffron, flor; mit breiten ruhen dystillechten blettern vnd stammen vff III ellen bogen hoch | A Erysipel |             |
| 030v       | Centaurea cyanus                              | Blow korn blůmen | A Augenrötung – B Fell der Augen – C Fisteln – D Krebs A, B = Büchlein von den ausgebrannten Wässern. C, D = Gart der Gesundheit. Mainz 1485, Kapitel 192. |             |
| 038r       | Centaurium erythraea                          | Dusent güldin krut, aurin, fieber krut … das clein mit eim dürren stengel vff anderthalb spannen hoch mit eim rotfar blümlin | A Wärmt den Magen – B Vertreibt Eingeweidewürmer – C Fieber – D Frische Wunden – E Narben – F Treibt die Totgeburt aus – G Knochenbruch – H Magenblähungen – I Podagra und Hüft-Erkrankung – K Härte von Milz und Leber – L Darm-Schmerz – M Bauch-Schmerz B, D, F, I, = Deutscher Macer (Heidelberg. Cpg 226. Elsass 1459-1469, Blatt 192r.) A, B, H, L, M = Frankfurt. Ms. germ. qu. 17. Elsass 1. Viertel 15. Jh. Blatt 340vb. = Heidelberg. Cpg 638. Elsass / Basel 2. Viertel 15. Jh. Blatt 24v. = Heidelberg. Cpg 226. Elsass 1459-1469. Blatt 102v. C, K = Gart der Gesundheit. Mainz 1485, Kapitel 83. D = Brunschwig. Chirurgie 1497, Blatt 126v. = Guy de Chauliac. Grande chirurgie. (Übersetzung: Nicaise 1890, S. 644) |             |
| 035v       | Chamaemaelum nobile                           | Krötten krut … das ander krötten krut dz nit stinckt | |             |
| 035v       | Chamomilla recutita                           | Camillen … die camillen blům hat ein gůten geschmack, vnd wachsent vff den veldern oder in geeckertem grund. | A Bauchschmerz – B Darm-Schmerz – C Bauchgrimmen – D Stärkt das Hirn – E Kopfschmerz von Kälte – F Gelbsucht – G Müdigkeit der Glieder – H Harn-Entleerungsstörung – I Stein in Niere und Blase – K Atemnot – L Bringt die Monatsblutung – M Treibt das tote Kind aus – N Fieber – O Verstopfung von Leber und Milz – P Schleimigkeit der Gebärmutter – Q Gebärmutter-Schmerz – R Versehrung an den Geschlechtsorganen bei Frauen und Männern – S Geschwulst des Magens – T Entzündung im Schritt bei Frauen und Männern – V Unblutiger wässriger Stuhlgang (Wysse Rur) - X Lungen-Geschwer – Y Leber-Beschwerden – Z Giftige Schlangen-Bisse – AA Aussatz – BB Stinkende Wunden – CC Magenstärkung – DD Wärmt den Magen – EE Kälte in Mark und Bein D, E, F, H, I, O, Y = Gabriel von Lebenstein (Heidelberg. Cpg 666. Südwestdeutschland 1478, Blatt 114v.). D, G, H, I, L, M, N = Büchlein von den ausgebrannten Wässern. R, T = Frankfurt. Ms. germ. qu. 17. Elsass 1. Viertel 15. Jh. Blatt 345va. D, E, G, H, I, K, M, N, S, X, Y, AA, CC, DD = Gart der Gesundheit. Mainz 1485, Kapitel 84. Brunschwig. Chirurgie 1497, Blatt 126v. = Guy de Chauliac. Grande chirurgie. (Übersetzung: Nicaise 1890, S. 643) |             |
| 053v       | Cheiranthus cheiri                            | Gel violen, gel negel blümblin | A Kräftigt die Sinne und bring sie zurück – B Stärkt die Leber – C Stärkt die Niere – D Macht Frauen fruchtbar – E Reinigt nach der Geburt – F Zur Erholung nach zu viel Unkeuschheit - G Wärmt das kalte Herz – H Schärft Sinn und Vernunft – I Erfreut das Gemüt - K Kräftigt Blut und Mark – L Zustand nach Schlaganfall – M Zittern der Hände – N Temperiert das Herz – O Erfreut das Geblüt – P Flecken unter den Augen – Q Kopfschmerz und Schlaflosigkeit A, B, C, D, E, F, G, H, I, K, L, M, N, O, P, Q = Büchlein von den ausgebrannten Wässern. |             |
| 106r       | Chelidonium majus                             | Schelwurtz, golt wurtz | A Fell und Flecken an den Augen – B Augenrötung – C Gelbsucht – D Schmerz im Unterbauch (Bermuter) – E Zur Wundpflege – F Pestilenz-Blatern – G Zahnschmerz – H Flecken am Angesicht – I Fieber – K Krebs und Fisteln – L Rude von Kälte – M Leber- und Milz-Verstopfung – N Übergell A, B = Gabriel von Lebenstein. A, B, D = Büchlein von den ausgebrannten Wässern. A, B, C, G, L = Gart der Gesundheit. Mainz 1485, Kapitel 85. ----- Brunschwig. Chirurgie 1497, Blatt 126v. = Guy de Chauliac. Grande chirurgie. (Übersetzung: Nicaise 1890, S. 644) |             |
| 035v       | Chenopodium bonus-henricus                    | Gut heirich, schmyrbel | Gleiche Wirkung wie Bingenkraut – Mercurialis |             |
| 116r       | Chenopodium rubrum                            | Weggras … es ist aber ouch ein ander krut von den tütschen blůt krut genant geren wachsen vff mistetten stetten breit feist blůt rot bleter mit eim rotten stengel vff ellenbogen hoch | |             |
| 114v       | Cichorium intybus                             | Wegwyß, wegwart, weglůg | Kraut und Wurzel. A Hitze im Magen – B Stärkt Herz und Magen – C Leber-Hitze – D Schutz vor Pestilentz – E Schwarze Blattern – F Höllisches Feuer – G Lungenerkrankung – H Stärkt Herz und Mensch – I Dissenteria – K Halserkrankung (Blatt) – L Lungenerkrankung – M Leber-Verstopfung – N Schwinden der Glieder – O Giftige Tierbisse – P Milz-Verstopfung A, B, C = Frankfurt. Ms. germ. qu. 17. Elsass 1. Viertel 15. Jh. Blatt 350rb. = Heidelberg, Cpg 638. Elsass / Basel 2. Viertel 15. Jh. Blatt 26r. = Heidelberg. Cpg 575. Konstanz 1459. Blatt 48r. = Heidelberg. Cpg 226. Elsass 1459-1469. Blatt 104r. A, E, F, M, O, P = Gart der Gesundheit. Mainz 1485, Kapitel 93. Blumen. A Augen-Geschwer – B Macht die Augen heiter und klar – C Fell und Flecken der Augen – D Nagel in den Augen – E Leber-Hitze A, B, C, D, E = Heidelberg. Cpg 545. Nürnberg 1474, Blatt 106v. |             |
| 036v       | Cnicus benedictus                             | Cardus benedictus, gesegnet distel | Indikationen vollständig wie in der Abhandlung vom „Kardobenediktenwasser“, Wiener Codex 2999, Blatt 121v-124, um 1500. Abgedruckt in: Hans. J. Vermeer. Cardo benedicta das edilst krautt. In: G. Keil et al. Fachliteratur des Mittelalters. Stuttgart 1968, S. 421–432 |             |
| 090r       | Colchicum autumnale                           | Quelcken wurtzel, vucht wurtzel, zytlosen wurtzel | Wurzel. A Filzläuse im Haar vertreiben – B Vickwartzen – C Bluterguß B = Gart der Gesundheit. Mainz 1485, Kapitel 212. Brunschwig. Chirurgie 1497, Blatt 126v. = Guy de Chauliac. Grande chirurgie. (Übersetzung: Nicaise 1890, S. 648) Blume. A Löcher im Penis – B Vickwartzen A, B = Gart der Gesundheit. Mainz 1485, Kapitel 212. |             |
| 113v       | Conium maculatum                              | Wuntscherling, wütterich | A Höllisch Feuer – B Behält die Brüste der Frauen klein – C Brüche der Kinder – D Heiße Wassersucht – E Heißer Dropfen – F Geschluckte Mücke (?!-Brunschwig rät, 1 Lot Schierling-Wasser zu trinken-!?) A, B, D = Gart der Gesundheit. Mainz 1485, Kapitel 87. |             |
| 095v       | Consolida regalis                             | Ritter sporn | A Unnatürliche Hitze – B Husten – C Pestilentz – D Vergifft im Leib – E Augen-Rötung – F Stuhlverstopfung – G Darm-Geicht – H Erbrechen – I Harnentleerungsstörung – K Treibt den Stein aus – L Gries in Niere und Blase – M Starke Schwäche bei unnatürlicher Hitze E, F, G, H, K, L = Büchlein von den ausgebrannten Wässern. E = Gart der Gesundheit. Mainz 1485, Kapitel 96. |             |
| 073v       | Convallaria majalis                           | Mey blüemlin | A Gegen eingenommenes Gift – B Biss giftiger Spinnen oder Würmer – C Biss eines tollwütigen Hundes – D Bienen-Stich – E Hilft bei der Geburt – F Macht die Augen klar – G Kräftigt Hirn und Sinn – H Kräftigt das Herz – I Epilepsie – K Schutz vor Aussatz – L Reguliert die Monatsblutung – M Verlust des Sprechvermögens – N Bringt die versiegende Milch wieder – O Zittern der Hände – P Wackeln von Haupt und Gliedern – Q Harnentleerungsstörung – R Herz-Stechen – S Leber-Hitze – T Entzündung am männlichen Geschlecht – V Sänftigt die Monatsblutung – X Verlust des Sprechvermögens nach Schlaganfall – Y ??? - Z Heißer Hautausschlag (Schön) E, H, I, K, M, Q, S, T, X, V = Gabriel von Lebenstein (Heidelberg. Cpg 666. Südwestdeutschland 1448, Blatt 124r.) A, B, C, D, E, F, G, H, I, K, L, M = Büchlein von den ausgebrannten Wässern. |             |
| 114r       | Convolvulus arvensis                          | Winden … ein ander gestalt der wind haben ein cleiner krut mitt den ersten (Calystegia sepium) vff der erden hyn flichten mit cleinen wissen brunlechten glöcklin | |             |
| 114r       | Convolvulus scammonia                         | Schmer wurtz. Winden … es sind noch vylerley gestalt der winden als … fesciresin schmer wurtz krut | |             |
| 099r       | Cornus mas                                    | Kirsen, Welsch-; Rot kirsen … es ist ouch ein ander geschlecht der roten kirsen im Elsaß wachsend … in tütscher zungen welsch kirsen | |             |
| 057v       | Cornus sanguinea                              | Hart trigeln … ist ein stud oder ein cleins böumlin mit breiten krusen bleter glich der erlin | A Geschwüre im Mund – B Erkrankung des Penis |             |
| 058v       | Corylus avellana                              | Hasel nuß | Zur Zeit der Sommersonnenwende geerntet. A Rudern und Zittern der Hände |             |
| 074r       | Cucumis melo                                  | Millunen, beben, pfedem | Frucht: A Stein – B Macht harnen – C Reinigt die Nieren A, B, C = Samen. Gart der Gesundheit. Mainz 1485, Kapitel 276. (Nach Ibn Butlan, 11. Jh.) |             |
| 110v       | Cuscuta epilinum und Cuscuta europaea         | Tottern, sid … sich spreyten ist über ander krut, als vff flachß oder neßlen vnd der glichen wachsen ist | A Lebererkrankung – B Reinigt und stärkt die Lunge – C Vertreibt überflüssige Säfte – D Gelbsucht – E Harnwegsstein – F Bauchgrimmen – G Klärt die Augen – H Erkaltete Gebärmutter – I Ausbleibende Monatsblutung – K Harnwegsstein mit akuten Beschwerden – L Unreine grindige Haut – M Stärkt den Magen – N Dito – O Bewegt den Harn – P Reinigt die Adern – Q Fieber der Säuglinge – R Hautunreinigkeit A, B, C, D, E, F, G, H, I, K = Büchlein von den ausgebrannten Wässern. |             |
| 066r       | Cydonia oblonga.                              | Kütten, quidichen | Früchte. A Kräftigt den Magen und stillt Durchfall A = Gart der Gesundheit. Mainz 1485, Kapitel 100. Blüten. A Lindert zu starke Monatsblutung - B Kräftigt das Herz – C Lindert Übelkeit und Erbrechen A, B = Büchlein von den ausgebrannten Wässern. ----- B, C = Gart der Gesundheit. Mainz 1485, Kapitel 100 |             |
| 056r       | Cynoglussum officinale                        | Hunß zungen, oygern | A Fickwartzen – B Wunden – C Alte Schäden A, B = Gart der Gesundheit. Mainz 1485, Kapitel 99. |             |
| 088v       | Cytisus scoparius                             | Pfrymen | Blüten. A Harnwegsstein – B Gelbsucht – C Gut für das Haubt – D Müdigkeit der Glieder – E Macht harnen – F Reinigt Niere und Blase A, C, D, E, F = Heidelberg. Cpg 226. Elsass 1459-1569, Blatt 104v. A, E, F = Gart der Gesundheit. Mainz 1485, Kapitel 196. |             |
| 100v       | Dactylorhiza                                  | Stendel wurtz das wyblin, hendel wurtz | A Geschwulst innen und außen – B Mehrt die Natur – C Stärkt und kräftigt – D Neue und alte Wunden B, D = Gart der Gesundheit. Mainz 1485, Kapitel 355. |             |
| 033v       | Daucus carota                                 | Bestenow, pestennaw, morchel | A Erlahmte Glieder – B Provoziert den Beischlaf und vermehrt das Sperma B = Gart der Gesundheit. Mainz 1485, Kapitel 62. |             |
| 040v       | Dictamnus albus                               | Diptam | A Pestilentz – B Vergifft – C Stein A, B, C = Heidelberg. Cpg 545. Nürnberg 1474, Blatt 100r. A = Gart der Gesundheit. Mainz 1485, Kapitel 146. |             |
| 064r       | Dipsacus sativus und/oder Dipsacus sylvestris | Karten, bůben strel | Kraut im Mai. A Mundgeschwüre – B Erysipel – C Gesücht – D Äußere Geschwulste – E Magen- und Leber-Hitze – F Brand – G Feuchte Geschwüre – H Frische Wunden – I Ohrschmerz – K Darm- und Perioden-Schmerz – L Hirnwut – M Ohrenschmalz – N Eiternde Wunden A = Heidelberg. Cpg 226. Elsass 1459-1469, Blatt 104v. K, L, M = Gart der Gesundheit. Mainz 1485, Kapitel 414. Virga pastoris. Wasser aus den Trichtern der Stängelblätter im Mai gesammelt. A Mundgeschwüre – B Warzen – C Geschwüre (Süren) an Händen und Füssen - D Kosmetik für die Gesichtshaut – E Gelbe Flecken im Gesicht A = Heidelberg. Cpg 226. Elsass 1459-1469, Blatt 104v. |             |
| 066v       | Equisetum spec.                               | Katzen zagel krut, clein schaffthou; in höhe vff anderthalb ellenbogen hoch | A Blutiger Durchfall – B Hodengeschwulst – C Blutspeien – D Frische Wunden – E Versehrte Därme – F Stillt die Monatsblutung – G Blasenentzündung – H Magen- und Leber-Entzündung – I Wassersucht – K Erysipel – L Nasenbluten – M Harnentleerungsstörung – N Nasenfluß – P Stein A, C, D, H, K, L = Gart der Gesundheit. Mainz 1485, Kapitel 221. |             |
| 078r       | Eryngium campestre                            | Manß trü, ellend, rad distel … ist ein ruch krut mit hymel blo farb grüenlechten bletter, vast stechen, wachsen vff den hertten ruwen, mit vyl spytzlgen knöpfen, einer vast langen vnd schmalen wurtzeln, deren end selten funden würt, ob zweier man tyeff in der erden stot                                                                                                   | A Harnentleerungsstörung – B Geburt und Fruchtbarkeit A, B = Gart der Gesundheit. Mainz 1485, Kapitel 429. |             |
| 109r       | Euonymus europaeus                            | Spindel boum, spineln boum, hanhödel; ein rote frucht bringen ist, glich den klötzlin eyns hanes, vnd ist ein stud, nit ein grosser boum | A Geschwer in der Blase – B Reinigt die Nieren – C Geschwulst mit dem Harn austreiben A, B, C = Büchlein von den ausgebrannten Wässern. |             |
| 117r       | Eupatorium cannabinum                         | Wyld salbey … Eupatorium, manß krafft, heidensch wunt krut … Das krut Eupatorium ist ein langs krut vff III ellenbogen hoch wie heidensch wund krut, die blůmen oben vff dem stengel gar nohe glich den tosten ein wenig breitter wachsende an den staden der wassern, von den tütschen manß krafft genant, ouch von etlichen tütschen heidensch wunt krut                       | |             |
| 118r       | Euphorbia platyphyllos                        | Wolffmilch die groß, Tüffels milch; | A Aglosten ougen = Hühneraugen, Warzen. |             |
| 118r       | Euphorbia cyparissias                         | Wolffmilch mit vil zincken mit vyl esten mit einer schorechten gelen blůmen. Stidig, clein wolffsmilch | |             |
| 118r       | Euphorbia helioscopia                         | Wolffs milch mit eintzigen vff gerichten stengeln on est | |             |
| 109r       | Euphorbia lathyris                            | Sprinck krut ist ein krut in lengde zweier ellenbogen hoch mit eym milchechten stengel … hat körner wan die zitig sint so springent sie hyn wegk | A Purgiert Colera und Phlegma und heilt Hauterkrankung – B Bewirkt Erbrechen – C Feuchte Hauterkrankung am Kopf – D Unsaubere Mäler – E Eingeweidewürmer A, B = Gart der Gesundheit. Mainz 1485, Kapitel 395. |             |
| 084r       | Euphrasia rostkoviana                         | Ougen trost, ougen clar | A Klärt das Sehen – B Augenweh – C Augenstärkung für alte und phlegmatische Menschen C = Pseudo-Arnaldus de Villanova. Bewahrung und Bereitung der Wein. 13. / 14. Jh. A, C = Büchlein von den ausgebrannten Wässern. A = Gart der Gesundheit. Mainz 1485, Kapitel 160. |             |
| 029r       | Fagus sylvatica                               | Bůchin loub | A Filzläuse im Haar |             |
| 049r       | Filipendula vulgaris                          | Filipendel, wild garb … sin bletter einwenig cleyner sint dann peterling, sunder der garben glich sint etwan habent ein stengel dar vff die kron wachsen ist als der garben vnd die wurtzel knodecht oder drůsecht | A Pestilentz – B Vergiftung. |             |
| 047v       | Foeniculum vulgare                            | Fenchel krut | A Klärt die Augen – B Schärft das Sehen – C Reinigt das Herz – D Stärkt das Hirn – E Macht weit um die Brust – F Macht gute Stimme – G Reinigt die Lunge – H Stillt Magen-Hitze – I Reinigt die Leber – K Gries in der Harnblase – L Vertreibt Unkeuschheit – M Macht gute Farbe – N Gut für Vergift – O Tötet Ohrwürmer – P Stillt Bauchweh – Q Vertreibt Wassersucht – R Geschwüre an den Genitalien – S Gelbsucht und Seitenschmerz – T Milzverstopfung – V Hitze der Leber – X Harnentleerungsstörung – Y Giftige Schlangenbisse – Z Haupt-Erkrankungen – AA Bringt die Monatsblutung – BB Mehrt den Ammen die Milch – CC Übelkeit und Erbrechen – DD Star der Augen – EE Macht grobe Materie im Leib subtil – FF Mehr das Sperma – GG Schlafsucht A, B, D, G, I, L, P, Q, DD = Gabriel von Lebenstein A, B, K, P, T, X, DD, EE = Büchlein von den ausgebrannten Wässern. A, B, E, F, G, H, I = Heidelberg. Cpg 226. Elsass 1459-1469. Blatt 102v. A, Z = Heidelberg. Cpg 558. Nordbayern 1470-1485, Blatt 25v. A, B, C, H, I, K, M, O, Q, R, Y, AA, BB, CC, DD = Gart der Gesundheit. Mainz 1485, Kapitel 175. |             |
| 041v       | Fragaria vesca                                | Erdtber | Beeren. A Unreiner Schweiß – B Böse Hitze und Durst – C Blutreinigung bei Aussätzigkeit – D Unreine Hauterkrankungen – E Geschwüre in Mund und Kehle – F Mundgeruch – G Geschwer der Kehle – H Gut für Leber und gegen Gelbsucht – I Macht weit um die Brust – K Gut für das Haubt – L Kräftigt das Herz – M Bringt die Monatsblutung – N Gegen Abnehmen - O Zerbrochene Bein – P Böse Bein – Q Wundheilung – R Aussätziges Antlitz – S Klärt und kühlt die Augen – T Reinigt das Geblüt – V Räude und Grind – X Harnwegsstein A, B, C, D, E, F, G, K, L, M, N, O, P, Q, R, T, V, X = Büchlein von den ausgebrannten Wässern. Kraut. A Gelbsucht – B Macht weit um die Brust – C Rote Augen – D Aussätzigkeit A, B, C = Frankfurt. Ms. germ. qu. 17. Elsass 1. Viertel 15. Jh. Blatt 343ra. = Heidelberg. Cpg 226. Elsass 1459-1469. Blatt 102v. |             |
| 047v       | Fraxinus excelsior                            | Eschen boum, stein esche | Junge Blätter. A Unreine Haut – B Zittermal – C Böse Bein – D Aufgebrochene Blottern Früchte (Fogels zung). A Urintreibend – B Mehrt Sperma und Unzüchtigkeit – C Melancholie – D Seitenweh B, C = Gart der Gesundheit. Mainz 1485, Kapitel 244. |             |
| 038v       | Fumaria officinalis                           | Duben kröpff, erdtrouch, katzen körbel krut … ist ein clein krut mit brunfar blümlin in der höhe anderthalb spannen wachsend vff eckern oder wyn reben an gebuwenden stetten | A Gelbsucht – B Hautausschlag Im Gesicht – C Schützt vor Lepra – D Vertreibt Hauterkrankung am Leib – E Innere und äußere Geschwer – F Behütet vor Pestilentz – G Bringt Stuhlgang – H Mundgeschwüre - I Fluss im Antlitz – K Geschwulst – L Geronnenes Blut – M Reinigt die Monatsblutung – N Macht hübsch – O Stärkt den Magen – P Bewegt den Harn. Blutreinigung C, D, M = Büchlein von den ausgebrannten Wässern. A, B, D, E, K, L, N = Frankfurt. Ms. germ. qu. 17. Elsass 1. Viertel 15. Jh. Blatt 342vb. B, D, P = Gart der Gesundheit. Mainz 1485, Kapitel 176. |             |
| 037r       | Galium aparine                                | Cliben, cleb … das krut ist der lengde anderthalben ellenbogen hoch mit vast cleinen bletlin zů ring vmb den stengel glich eym sternen, oder dem waltmeister. … Clib gern wachsen ist by den touben neßlen / oder in den flachß. | A Stopft den Stuhlgang – B Gelbsucht A = Frankfurt. Ms. germ. qu. 17. Elsass 1. Viertel 15. Jh. Blatt 342rb. |             |
| 120v       | Galium odoratum                               | Walt meister, leber krut; in gestalt die bletlin vmb den stengelin glich eim stern. … Selten über anderthalb spannen hoch funden würt | A Gut der Leber, die von zu viel Unkeuschheit verdorben ist – B Faulen der Leber |             |
| 076v       | Gentiana crutiata                             | Model ger, sant peters wurtz, seiff krut, krutz wurtz, darumb das syn wurtzel krutz wyß durch stochen ist vnd wan man syn krut rybet in der hand mit wasser genetzt so schumet die hant in glicher wyß der seiffen. | A Pestilentz – B Apostemen, Enge und Geschwer der Brust |             |
| 047r       | Gentiana lutea                                | Encian … ist ein krut mit grossen langen blettern eyner vast grossen bittern wurtzel im geschmack. | A Lebensverlängerung durch Magenreinigung – B Bringt die Monatsblutung – C Vertreibt die Vergiftung die durch die Monatsblutung gekommen ist – D Appetitanregung |             |
| 050v       | Geranium robertianum                          | Gotts genad, storcken schnabel … gern wachsen ist vff den techern / mit etwas rotfarwen stengelen / in höhe by anderthalb spannen / eins bösen geschmacks / die bletter glich dem peterling … | A Geschwüre am weiblichen Geschlecht – B Bluterguss – C Vickwartzen – D Rückenschmerz – E Brustdrüsenentzündung – F Prellung und Quetschung |             |
| 033v       | Geum urbanum                                  | Benedicten krut, negel krut sich glichet etwas mit den blettern der agrimonien vnd dz krut vnd wurtzel ist einer spannen lang, wellche wurtzel ein geschmack hat glich den neglin | A Reinigt Phlegma – B Verdauungsförderung – C Gut für die Leber – D Wundheilung – E Apostemen – F Fisteln – G Muttermal, Anmal |             |
| 120r       | Gladiolus communis                            | Sigwurtz oder aller man harnsch … des gestalt II sind rund vnd lang, rund in größ einer vast cleinen zybel | |             |
| 053r       | Glechoma hederacea                            | Grundreb | A Herz-Fieber – B Gelbsucht – C Böser Magen – D Beseitigt Phlegma – E Pestilentz – F Haubt-Geschwer – G Macht harnen – H Milz- und Leberverstopfung – I Bringt die Monatsblutung – K Gicht – L Schwere Glieder und großer Leib bei Frauen. B, H, K = Gart der Gesundheit. Mainz 1485, Kapitel 164. |             |
| 050v       | Gratiola officinalis                          | Gotts genad ist doch nit dz krut dz die latinischen gracia die heissent, dz by den wassern wechßt | |             |
| 045v       | Hedera helix                                  | Ebbey | A Haubt-Weh – B Gelbsucht – C Stein in Blase und Lende – D Macht harnen – E Reinigt Darm und Blase. In der Schwangerschaft kontraindiziert C, E = Büchlein von den ausgebrannten Wässern. A = Gart der Gesundheit. Mainz 1485, Kapitel 163. |             |
| 112r       | Helichrysum arenarium                         | Wermut … Scicados citrini von den tütschen ryn bůmen oder iungling genant (Gart der Gesundheit. Mainz 1485, Kapitel 367: Sticados citrinum heysset rynblumen oder motten krut …) | |             |
| 054v       | Hepatica nobilis                              | Güldin cle, leber krut | A Harnwegsgriess – B Reinigt die Nieren, macht harnen. – C Stärkt die Leber |             |
| 079r       | Hieracium pilosella                           | Müsör krut hat gelb blůmen mit horechten bletter, vff der rechten syten grüen vnd vff der letzen syten wyß, vff der erden hyn flychten mit einem cleinen horechten stengel | A Abnehmen – B Bermutter – C Darm-Gicht – D Schwindel im Haubt – E Blutspeien – F Flecken unter den Augen – G Aufsteigen der Gebärmutter – H Tötet Spulwürmer – I Geschwulst – K Gesücht – L Böse hitzige dürre Sucht A, B, C, D, E, F, G, H = Büchlein von den ausgebrannten Wässern. |             |
| 051r       | Hordeum vulgare                               | Gersten krut | A Gebresten der Augen A = Gart der Gesundheit. Mainz 1485, Kapitel 289. Dieser Abschnitt ist im Gart ohne Quellenangabe aus der Physica (Buch I, Kapitel 4) der Hildegard von Bingen übernommen |             |
| 060v       | Humulus lupulus                               | Hopffen | A Blutreinigung von Melancholie. Milz rechtfertigen. – B Eiter und Geschwer in den Ohren A, B = Gart der Gesundheit. Mainz 1485, Kapitel 215. |             |
| 022r       | Hyoscyamus niger                              | Bülsen krut ist ein groß krut mit eym grossen hochen stengel anderthalb ellenbogen hoch vnnd breite weiche bletter | A Unnatürliche Ruhe – B Haubt-Weh – C Macht schlafen – D Vertreibt Hitze – E Glieder-Weh – F Aussätzigkeit des Gesichts – G Hitziges Parlis der Glieder A, B, C = Büchlein von den ausgebrannten Wässern. A, C, F, G = Codex Donaueschingen 793. 2. Hälfte 15. Jh., Blatt 32r. |             |
| 100r       | Hypericum perforatum                          | Sant Johans krut sin bletter durch löchert sint mit vast cleinen löchlin als die spitzen der aller subtilichsten nodel | A Epilepsie – B Schlag – C Zittern und Beben der Glieder – D Durchfall – E Schützt vor Dämonen im Haus – F Wunden F = Gart der Gesundheit. Mainz 1485, Kapitel 430. |             |
| 062v       | Hyssopus officinalis                          | Ysop, kirch isop, ispen | A Atemnot und Heiserkeit – B Husten – C Lungen-Geschwer – D Feuchtigkeit in der Brust – E Spulwürmer – F Öffnet versehrte Adern im Leib – G Treib giftigen Schweiß aus – H Macht ein schönes Antlitz – I Innere Apostemen – K Zahnweh – L Wassersucht von Kälte – M Stärkt den Magen – N Ohrensausen – O Milz-Beschwerden und Seitenstechen – P Gelbsucht – Q Hält gesund – R Zu starke Monatsblutung – S Stärkt Herz, Magen und Milz – T Macht weit um die Brust – V Verstopfung der Leber A, B, C, D, E, P, S = Gabriel von Lebenstein A, B, C, D, F, G, T = Büchlein von den ausgebrannten Wässern. A, B, C, D, F, H, K, O = Gart der Gesundheit. Mainz 1485, Kapitel 427. |             |
| 017v       | Inula helenium                                | Alant das krut hat etwas ein horecht breit spitzecht blat, glich dem krut genant wul, doch nit also wiß oder weich | Kraut und Wurzel. A Harnwegsgriess – B Gebrochen im Leib – C Stärkt das Haubt – D Kräftigt den Magen – E Stärkt alle Glieder – F Stein in Lenden und Blase – G Reinigt Niere und Blase – H Macht harnen A, B, F, G, H = Gabriel von Lebenstein (Heidelberg. Cpg 666. Südwestdeutschland 1478, Blatt 106v.) D, H = Gart der Gesundheit. Mainz 1485, Kapitel 154. Wurzel. A Engbrüstigkeit – B Innere Brüche – C Geschwulst der Mutter und der Därme – D Hodengeschwulst – E Stein – F Bringt die Monatsblutung – G Grieß in der Lende – H Treibt die Totgeburt – I Weicht den Bauch – K Gut dem Maß-Darm – L Stillt den Husten A, E, G, I, K, L = Gabriel von Lebenstein (Heidelberg. Cpg 666. Südwestdeutschland 1478, Blatt 106v.) A, E, L = Gart der Gesundheit. Mainz 1485, Kapitel 154. |             |
| 022v       | Iris germanica var. germanica                 | Blow gilgen, blow swertel | Blüte. A Fieber – B Rote Wassersucht – C Lebersucht – D Geschwulst – E Bauchschmerz – F Wunden – G Krebs – H Noli me tangere – I Hitzige Hautausschläge – K Geschwüre, besonders an den Brüsten A, B, C, E, F, G, H = Büchlein von den ausgebrannten Wässern. Wurzel. A Geschwulst - B Brust weich und zeitig machen – C Lunge reinigen – D Grobe humores verdemmen – E Unreine Geschwer – F Bauchgrimmen – G Bauch laxieren – H Gelbe Wassersucht – I Giftige Tierbisse – K Gut für die Milz – L Fieber – M Bringt die Monatsblutung – N Gebärmutter-Schmerzen – O Unreine Haut – P Flecken und Nagel der Augen – Q Haar wachsen – R Zahnweh – S Trümmerbruch – T Seitenschmerz – V Hüftweh-Sciata – X Harnentleerungsstörung F, H = Heidelberg. Cpg 226. Elsass 1459-1469. Blatt 103r. Blüten-Stempel. A Verlust des Sprechvermögens |             |
| 054v       | Iris pseudacorus                              | Gel gilgen, drachen wurtz | A Zu starke Monatsblutung |             |
| 083r       | Juglans regia                                 | Nuß, boum nuß, welsch nuß | Grüne Nüsse. A Entzündete Wunden – B Hitzige Hauterkrankungen – C Schwarze Blattern Antrax. Äußere Nuss-Schale. A Pestabwehr – B Ohrensausen – C Hals-Geschwer Squinancia A = Gart der Gesundheit. Mainz 1485, Kapitel 281. Blätter. A Offene, nicht tiefe Schäden. |             |
| 120v       | Juniperus communis                            | Weckolter beer, granat beer | A Harnwegsgriess, harntreibend – B Gliederkrankheit von Kälte – C Unsaubere Geschwer – D Harntreibend, fördert die Monatsblutung – E Treibt die tote Geburt ab – F Biss giftiger Tiere A, B = Gart der Gesundheit. Mainz 1485, Kapitel 218. |             |
| 107v       | Juniperus sabina                              | Seuen boum | A Schwindel – B Panaritium – C Gelbe Flecken unter den Augen – D Bringt die Monatsblutung. In der Schwangerschaft kontraindiziert – E Bringt Lust zur Natur B = Heidelberg. Cpg 226. Elsass 1459-1469. Blatt 96v. = Physica der Hildegard von Bingen B, D = Gart der Gesundheit. Mainz 1485, Kapitel 353. |             |
| 087r       | Lactarius piperatus                           | Pfifferling | A Gesücht – B Rote Bletterlin und Schnebel-Eyßlin im Gesicht – C Nur äusserlich zu verwenden - D Podagra der Füße – E Erysipel C, D = Büchlein von den ausgebrannten Wässern. Pfifferling. B = Büchlein von den ausgebrannten Wässern. Schwammen. |             |
| 069v       | Lactuca sativa                                | Lattich | A Kühlt und kräftigt die Leber – B Kühlt das Geblüt – C Ruhr – D Schwindel von Hitze – E Vorbeugung gegen Paralis / Tropfen – F Gliederzittern – G Schlaflosigkeit – H Von Sinnen – I Mehrt den Frauen die Milch – K Heisser dürrer Husten – L Sänftigt die Kehle und räumt die Brust – M Räumt die Bronchien – N Löscht Durst – O Hitze von Magen, Niere und Blase – P Laxiert den Bauch A, B, N, O = Frankfurt. Ms. germ. qu. 17. Elsass 1. Viertel 15. Jh. Blatt 346rb. B, G, I, N, O, P = Gart der Gesundheit. Mainz 1485, Kapitel 223. |             |
| 041r       | Lactuca serriola                              | Dudistel. Ein krut gar nohe glich dem endiuie allein das diß milch gibt vnd endiuie kein / mit blowfarben blettern / mangeln der stacheln an dem rücken als die gense distel | A Fieber – B Stärkt die Leber – C Milzsucht – D Ein-, Drei- und Viertagefieber – E Kühlt das Blut – F Viertagefieber – G Kühlt das Blut |             |
| 066r       | Lagenaria siceraria                           | Kürbs | A Harnwegsstein – B Macht harnen – C Hitzige Blattern am Kopf der Kinder – D Podagra der Füße – E Fieber, hitzige Hauterkrankung – F Fieber – G Durst – H Husten von Hitze – I Macht Stuhlgang A, B, C, D, E, F, G, H. = Gart der Gesundheit. Mainz 1485, Kapitel 91. |             |
| 040v       | Lamium album                                  | Doub nessel, todt nesseln … ein mit wyssen blümlin | A Fliegender Wurm – B Wunde Hautstellen (Bletz) – C Ausfluss der Frauen B = Frankfurt. Ms. germ. qu. 17. Elsass 1. Viertel 15. Jh. Blatt 347va. |             |
| 040v       | Lamium purpureum                              | Doub nessel, todt nesseln; die ander mit brunfarwen blůmen | |             |
| 122r       | Lathyrus tuberosus                            | Xpian wurtzelen ist ein krut vff spannen hoch mit einer vast süssen wurtzeln … rund oder sinwel in grösse einer halben kösten oder gleich eins cleinen fingerß | A Krankheiten der Brust – B Husten – C Macht die Stimme hell und lauter, gut gegen Heiserkeit |             |
| 072r       | Lavandula spec.                               | Lauender | A Schwindel – B Krampf – C Kalte Gesücht – D Böser Siechtag mit Paralis – E Zittern – F Schwere Zunge – G Lahme Glieder – H Zahnweh – I Paralis mit Verlust des Sprechvermögens – K Mundgeschwür – L Bewahrt Brot vor Schimmel – M Haubtweh von Kälte D, G = Büchlein von den ausgebrannten Wässern. A, C, D, F = Frankfurt. Ms. germ. qu. 17. Elsass 1. Viertel 15. Jh. Blatt 306va. A, B, C, D, E = Frankfurt. Ms. germ. qu. 17. Elsass 1. Viertel 15. Jh. Blatt 346ra. A, B, C, D, F, G = Heidelberg. Cpg 545. Nürnberg 1474, Blatt 102v. |             |
| 076r       | Lemna minor                                   | Merlinsen, wasserlinsen | A Innere Hitze A = Gart der Gesundheit. Mainz 1485, Kapitel 232. |             |
| 054v       | Lepidium sativum                              | Garten kreß | A Zahn-Geschwer – B Geschwulst – C Würmer – D Roter Hautausschlag (Porpel) A, B, C, D = Frankfurt. Ms. germ. qu. 17. Elsass 1. Viertel 15. Jh. Blatt 344rb. |             |
| 070r       | Levisticum officinale                         | Lieb styckel, lobstickel | A Haubt-Weh – B Stechen in der Seite und in der Brust – C Macht das Antlitz lauter und schön – D Harnwegs-Stein und -Grieß bei Männern – E Heiserkeit – F Geschwer in der Kehle – G Roter Ausschlag am Bein – H Krebs am Mund (zusammen mit Berberis vulgaris) – I Wundsein und Schmerz am weiblichen Geschlecht A, B, C, D = Büchlein von den ausgebrannten Wässern. C, D, F = Heidelberg. Cpg 545. Nürnberg 1474, Blatt 102v-103r. |             |
| 025r       | Ligustrum vulgare                             | Beyn höltzin, wild yngrüen, fulbaum … ist mit den blettern dem krut yngrüen in etlicher massen glich. | Laub. A Geschwulst am Penis - B Löcher und Wundsein (Fratte) am Penis - C Heilt Löcher an der Scham der Frauen - D Mundgeschwüre - E Fisteln. Blüte. A Gut für die Lunge und für das Keuchen - B Wunden und böse Löcher - C Krebs - D Böse Blatern - E Mundgeschwür, Geschwüre an der Scham der Frauen - F Zahnfleischentzündung |             |
| 118v       | Lilium candidum                               | Wiß gylgen | Blütenblätter. A Augenentzündung – B Macht die Haut lauter – C Ohnmacht und Schwäche – D Hitze um das Herz – E Hitze der Leber – F Enge um Herz und Brust – G Schmerz der Gebärmutter – H Lungen-Geschwer – I Verlust des Sprechvermögens – K Wassersucht – L Erleichtert die Geburt – M Fluss vom Haubt – N Geschwer und Unreinigkeit – O Aussetzigkeit – P Macht trüben Wein klar – Q Ryßemet unter dem Angesicht – R Stein – S Macht die harte Gebärmutter weich – T Eitriger Ausfluss aus der Gebärmutter – V Weh um den Nabel – X Treibt tote Geburt aus – Y Flecken im Angesicht – Z Impetigo und Serpigo – AA Verbrennung – BB Giftige Tierbisse – CC Wenn eine Frau zu unkeusch ist – DD Bewegt die Monatsblutung – EE Zu starke Monatsblutung – FF Runzeln im Gesicht A, B, C, D, E, F = Büchlein von den ausgebrannten Wässern. G, K, M, N = Heidelberg, Cpg 638. Elsass / Basel 2. Viertel 15. Jh. Blatt 26r. Wurzeln. A Entzündete Wunden – B Runzeln Im Angesicht – C Blasen im Mund – D Mit Honig gegen Mundgeschwüre – E Faules Zahnfleisch – F Jucken – G Schlangenbiß – H Klärt die Augen. Kraut und Wurzeln. A Ausschläge im Gesicht – B Verbrennung – C Kranke Glieder – D Frische Wunden – E Schlangenbiß – F Bluten der Wunden – G Säubert der Frauen heimlich End |             |
| 055r       | Linaria vulgaris                              | Harn krut, flahs krut | A Augenrötung – B Wassersucht (zusammen mit der mittleren Wurzelrinde von Sambucus ebulus) B = teilweise Gart der Gesundheit. Mainz 1485, Kapitel 216. |             |
| 081r       | Lithospermum officinale                       | Merhyrß, wyß steinbrech; dz krut in der lengde anderthalb ellenbogen hoch wachsen mit wyssen herten somen glich ein cleyns runds wiß steinlin | A Stein und Grieß A = Büchlein von den ausgebrannten Wässern. Steinbrech. |             |
| 071r       | Lonicera periclymenum                         | Lienen blůmen, vnser frowen lien, speck lilien … ist ein krut flechttende vff ander pflantzung wie reben vnd blüet zwei mal im iar | A Herz-Gespann – B Enge in der Brust – C Wassersucht – D Keuchen. Räumt die Brust – E Stein in Lende und Niere – F Unkeuschheit – G Röte unter den Augen – H Schutz vor Aussatz – I Macht klares Sehen – K Schlag – L Glieder erlahmt und verdorrt – M Alte Wunden – N Ulcus cruris – O Geschwulst – P Reinigt das Geblüt – Q Verbrennung – R Krebs – S Fistel – T Mutter- oder Am-Mahl – V Zyterschen und trockner Grind – X Flecken und Masen am Angesicht – Y Krebs am Mund – Z Wunden – AA Heilt das Zahnfleisch – BB Klärt die Augen – CC Essen im Zahnfleisch A, B, C, D, E, F, G, H, I, K, L = Büchlein von den ausgebrannten Wässern. O = Frankfurt. Ms. germ. qu. 17. Elsass 1. Viertel 15. Jh. Blatt 346ra. |             |
| 046r       | Lysimachia nummularia                         | Egil krut ist wachsen vnd fliechten vff der erden in der schlüchtern oder fuchten matten | A Geronnenes Blut – B Ruhr – C Wunden A = Frankfurt. Ms. germ. qu. 17. Elsass 1. Viertel 15. Jh. Blatt 343rb. |             |
| 086v       | Malus domestica                               | Öpfel die zam sint | Faule Frucht. A Kalter Brant der um sich ißt – B Schwarze Blattern – C Wasser von reifen aber nicht faulen Äpfeln stärkt und kräftigt C = Gart der Gesundheit. Mainz 1485, Kapitel 325. Blüte. A Röte und Ungestalt des Gesichts |             |
| 086r       | Malus sylvestris                              | Wilde öpfel | A Leib-Grimmen – B Wasser von unreifen Holzäpfeln gegen Ausschlag im Gesicht – C Verstellt die Ruhr – D Schmilzt den Stein – E Grieß in Niere und Blase C = Gart der Gesundheit. Mainz 1485, Kapitel 266. |             |
| 034r       | Malva neglecta                                | Bappeln | Wurzel und Stängel. A Weicht harte hitzige Dinge – B Bringt den Schlaf - C Heiße trockene Fieber – D Stechen in der Brust (Pleurisim) – E Reinigt Wunden – F Ohrengeschwulst – G Geschwulst an Armen und Beinen – H Tenesmen – I Weicht den Stuhlgang – K Giftige Tierbisse – L Gebärmutterschmerz – M Kratzen – N Innere Apostemen – O Blut-Ruhr – P Stein – Q Schmerz in der Blase – R Flecken am Leib – S Beschützt vor Pestilenz – T Füllt hohle Wunden – V Innere Apostemen – X Vertreibt Skrofeln A, B, C = Büchlein von den ausgebrannten Wässern. Blüte. A Wärmt bei Bauchgrimmen |             |
| 019v       | Mandragora officinarum                        | Alrunen | A – Macht schlafen – B Haubt-Weh von Hitze – C Löscht Hitze am Leib – D Macht die Glieder unempfindlich A, B, C, D = Brunschwig. Chirurgie 1497, Blatt 127r. = Guy de Chauliac. Grande chirurgie. (Übersetzung: Nicaise 1890, S. 659) |             |
| 071v       | Marchantia polymorpha                         | Leber krut … wachset in alten burnen vnd an etlichen füchten steinechten völsen mit cleinen bletlin vff ander lygen wie lungwurtz oder lung krut, doch cleiner | A Fieberhafte Erkrankungen – B Heiße Gelbsucht – C Kräftigt die Leber – D Nach Über-Unkeuschheit des Mannes A, B, C = Gart der Gesundheit. Mainz 1485, Kapitel 156. Galium odoratum und Marchantia polymorpha zusammengeworfen |             |
| 016r       | Marrubium vulgare                             | Andorn, gotts vergeß; wyblichs … die bletter rund, krusecht, bleych mit einem wyssen runden stengel eins ellenbogen hoch | A Husten – B Engbrüstigkeit – C Gut in der Schwangerschaft – D Bringt gute Sinne – E Ohrenweh – F Blutspeien – G Betrügnis und böse Fantasy – H Frische Wunden – I Offene Geschwer – K Wassersucht – L Stärkt den Magen – M Stärkt die Brust – N Stärkt Lunge und Leber - O Stärkt Niere und Milz – Stärkt die Blase A, B, C, D, E, F, I = Frankfurt. Ms. germ. qu. 17. Elsass 1. Viertel 15. Jh. Blatt 340va. A, B, C, D, E = Heidelberg, Cpg 638. Elsass / Basel 2. Viertel 15. Jh. Blatt 24v. = Heidelberg. Cpg 226. Elsass 1459-1469. Blatt 104r. A, B, C, E, I = Gart der Gesundheit. Mainz 1485, Kapitel 256. |             |
| 101r       | Melilotus officinalis                         | Steyn kle, langer kle, gelber kle … sin stam lang vnd an steynechten wegen mit gelber blüet wachsen ist. | A Gegen irrigen Sinn |             |
| 072v       | Melissa officinalis                           | Můter krut, hertz krut, melissen | Brunschwig zählt die Indikationen auf, die in „Wunderdrogentraktat“ Von melisse oder hertzkraut aufgeführt wurden. Manuskript Wiener Codex 2999. |             |
| 026r       | Mentha aquatica                               | Bach müntz, fischmüntz, rotmüntz mit rotfarwen stengeln vnd bletter | A Gelbsucht – B Wärmt den kalten Magen – C Mundgeruch – D Durch die Nase gezogen reinigt das Haubt – E Gebrochene Menschen |             |
| 075r       | Mentha arvensis                               | Acker mintz | |             |
| 075r       | Mentha crispa                                 | Balsam mintz, dyment, kruße mintz vnser frowen mintz mit langlechten bletlin starck schmacken ist wie balsam | |             |
| 030r       | Mentha pulegium                               | Boley | A Wärmt die Gebärmutter – B Bringt die Monatsblutung – C Gegen Bluterbrechen, Blutharnen und blutigen Stuhl – D Kalte flüssige Augen – E Läutert die Augen – F Treibt die Nachgeburt – G Ruptura – H Warnung vor Verwendung als Abtreibungsmittel – I Verflüssigt den Auswurf – K Übelkeit und Erbrechen – L Depression (schwarze Colera) – M Bauchgrimmen – N Vergifft – O Schlangenbiss – P Milzsucht – Q Harnentleerungsstörung – R Jucken – S Schmerz bei der Geburt – T Kalter Fluss vom Haubt – V Chronische Haubt-Erkrankung – X Kalte Feuchtigkeit in den Ohren – Y Podagra an den Füssen – Z Nasenbluten – AA Gelenkerkrankung – BB Macht hübsches Antlitz – CC Rysemen unter dem Antlitz T, V, X = Gabriel von Lebenstein D, E, S, T, V, X = Büchlein von den ausgebrannten Wässern. A, B, C, D, E, F, H, S, V = Frankfurt. Ms. germ. qu. 17. Elsass 1. Viertel 15. Jh. Blatt 341rb. A, B = Heidelberg. Cpg 226. Elsass 1459-1469. Blatt 102v. B, F, G, H, I, L, M, O, P, Q, R, S, T, Y = Gart der Gesundheit. Mainz 1485, Kapitel 300. |             |
| 075r       | Mentha silvestris                             | Roßmintz mit wyssen runden horechten bletter vnd stengel | |             |
| 035v       | Mercurialis spec.                             | Bingel krut | A Purgiert das Habt, durch die Nase gezogen – B Treibt Colera und Phlegma aus – C Verbrennung – D Alte offene Schäden |             |
| 087r       | Morchella spec.                               | Etlich schwammen [Pilze] wachsent cleyn sinwel [rund] als ein hütlin im anfang des glentzen [Frühling] vnd nement ab im meyen / von den latinischen morachi genant vnd in tütscher zungen morcheln. = Konrad von Megenberg. Buch der Natur. | |             |
| 079v       | Morus spec.                                   | Mulber | A Halsgeschwer (Squinancia) – B Brustgeschwer, Koder erweichen – C Geronnenes Blut nach Sturz – D Husten – E Macht Geäder sanft – F Gut zu den Augen – G Zepflin und Blat im Hals A, B, C = Frankfurt. Ms. germ. qu. 17. Elsass 1. Viertel 15. Jh. Blatt 346va. A, B = Heidelberg. Cpg 226. Elsass 1459-1469. Blatt 103v. |             |
| 111v       | Myricaria germanica                           | Tamariscen, burtschen, bertschen, portz … ist ein stud gern wachsen by den steinechten wasser vff dryer oder fierdhalb ellenbogen hoch glich dem seuenboum. Aber in der heidenschafft wachsen wie ein grosser boum tragen frucht … Aber hie des da vil wachsen ist in den grüenen (Kiesbänken) des rinß. Ich nie kein frucht daran gesehen hab                                   | A Grieß in Lende und Blase – B Milz-Verstopfung – C Milz-Verhärtung – D Melancholische Träume und Phantasie – E Schwere innere Krankheit – F Kräftigt die Milz A, B, C = Gart der Gesundheit. Mainz 1485, Kapitel 407. |             |
| 107r       | Nardostachys jatamansi                        | Spicanardi … ist ein blům oder gewechs in gestalt der langen sig wurtz von den latinischen herba victorialis genant [Allium victorialis] / eins vast gůten geschmackes von India bis gon Allekayr bracht von Allekayr gon Alexandria / von Alexandria gon Venedig oder Genua die es vns dan liffern sint                                                                         | A Kalte Gebresten – B Ohnmacht – C Herz-Erkrankung – D Magen-Kälte – E Darm-Schmerz von Kälte C, D = Gart der Gesundheit. Mainz 1485, Kapitel 376. |             |
| 025v       | Nasturtium officinale                         | Brun kress | A Harnwegs-Grieß – B Würmer – C Lungen-Siech – D Gegen Haarausfall – E Leber-Sucht. Zuviel schadet dem Magen A, D, E = Büchlein von den ausgebrannten Wässern. E = Heidelberg. Cpg 226. Elsass 1459-1469. Blatt 96r. A, E = Gart der Gesundheit. Mainz 1485, Kapitel 360. |             |
| 081v       | Nepeta cataria                                | Nebten krut, katzen krut | A Macht schwitzen – B Fördert die Monatsblutung – C Melancholy, böse Gelüst – D Gebärmutter-Weh – E Fieber mit Schüttelfrost (Ritten) – F Stich von einem Wurm – G Vergifft – H Gesücht – I Viertagefieber – K Aussätzigkeit – L Flecken, die den frauen nach der Schwangerschaft bleiben – M Ohr-Wurm – N Würmer in Wunden – O Feuchtigkeit in der Brust, Engbrüstigkeit – P Erwärmt die Niere – Q Stärkt das Sehen – R Stärkt den Magen und alle Organe – S Dreitagefieber – T Leber-Siech – V Lungen-Siech – X Macht hübsche Farbe – Y Leber-Weh A, B, E, F, G, L, O, R, T, Y = Deutscher Macer (Heidelberg. Cpg 226. Elsass 1459-1469. Blatt 184v-185r.) A, E = Frankfurt. Ms. germ. qu. 17. Elsass 1. Viertel 15. Jh. Blatt 345rb. = Heidelberg. Cpg 226. Elsass 1459-1469. Blatt 103v. = Heidelberg. Cpg 545. Nürnberg 1474, Blatt 102r. B, D, I, R = Frankfurt. Ms. germ. qu. 17. Elsass 1. Viertel 15. Jh. Blatt 347va. |             |
| 096r       | Nigella sativa                                | Ratten krut … Nigela ist ein schwartzer som glich dem ratten. Aber vast eins edlen geschmacks, von den tütschen schartzer coliander genant | |             |
| 101v       | Nuphar lutea                                  | Seblumen, koller wurtzel, horstrang … gelb. | |             |
| 101v       | Nymphaea alba                                 | Seblumen, koller wurtzel, horstrang … wyß | A Löscht böse Hitz – B Hitziges Haubt – C Hitziges Herz – D Abnehmen (Ethica) – E Gelbsucht – F Kühlt die Leber – G Heißer dürrer Husten – H Enge in Brust und Seite (Pleuresim) – I Darm-Geschwer – K Weicht den hitzigen Bauch und stopft den alten flüssigen Bauch – L Flecken der Haut von Hitze – M Hitze der Pestilentz – N Löscht den Durst – O Weisse, noch besser rote Mophea – P Verzehrt Sperma – Q Milz-Apostemen A, C, F, L, O = Büchlein von den ausgebrannten Wässern. A, B, C, F, K = Gart der Gesundheit. Mainz 1485, Kapitel 279. |             |
| 027r       | Ocimum basilicum                              | Gross basilien mit den breiten blettern … groß balilig | A Palaris oder Berly mit Lähmung der Glieder |             |
| 027v       | Ocimum minimum                                | Kruse basilien, gariofilata | A Wurm im Menschen – B Herz stärken und erfreuen |             |
| 117r       | Orthilia secunda                              | Wyntter grüen … Das menlin by den flüssen bechen wachset glich den iungen byren boum bletter / darumb es von vylen bier boum wintter grüen genant würt … spannen hoch | A Frische Wunden – A [falsch statt B] Alte Schäden A, B = Gart der Gesundheit. Mainz 1485, Kapitel 316. |             |
| 060v       | Ononis spinosa                                | Heckel krut sind clein rot blümlin die vff dyrren heiden an eim dornnechten stengel stond. | A Rote Flecken und Blasen im Angesicht – B Gut für den Mann der seine Natur verloren hat |             |
| 100v       | Orchis spec.                                  | Stendel wurtz das menlin … wurtzel haben ist zwo wurtzlen an einander hangen wie zwo muschat nuß / von etlichen tütschen mit erlob vnd Rag wurtz genant | A Stärkt und kräftigt den Magen – B Macht die Lust zur Unkeuschheit groß und mehrt das Sperma – C Gelbsucht – D Macht harnen B = Gart der Gesundheit. Mainz 1485, Kapitel 355. |             |
| 074v       | Origanum majorana                             | Meigeron | A Haubt-Kälte – B Kranke Glieder – C Kaltes Augen-Weh – D Treibt den Harn – E Herabfallender (Rysen) Harnwegs-Stein – F Paralisis der Glieder – G Paralisis mit Verlust des Sprechvermögens – H Bringt gutes Gedächtnis – J Stärkt Hirn und Haubt – K Erwärmt die kalte Gebärmutter – L Bringt die Monatsblutung und vertreibt weißen Ausfluss – M Beseitigt böse Materie, macht die Engbrüstigen weit um die Brust und stärkt das Herz – N Haubt-Fluss – O Stärkt die Gebärmutter A, D, E, K, L, M, O = Büchlein von den ausgebrannten Wässern. |             |
| 109v       | Origanum vulgare                              | Tosten, wol gemůt, rot kost, rot tosten | A Keuchen und Enge der Brust – B Blat im Hals – C Geschwollener Gaumen und Rachen – D Zahn-Geschwer – E Bewahrt die Gesundheit A, B, C, D, E = Deutscher Macer (Heidelberg. Cpg 226. Elsass 1459-1469. Blatt 196v.) |             |
| 101v       | Osmunda regalis                               | Sant Cristofferus krut ist ein geschlecht der varn, aber nit yederman bekannt. | A Krebs und Fisteln – B Mutter-Mal – C Gebrochener Mann |             |
| 016v       | Oxalis acetosella                             | Ampfer … der dritt ampfer kum einer spannen hoch mit bleichen grünfarben blettern wie eyn hertz oder kle, wachsend in den welden oder hecken von den kriechen bachael genannt vnd in latinischer zungen Alleluia / oder panis cuculi vnd von den tütschen gouch ampffer | |             |
| 098v       | Paeonia officinalis                           | Beonien rosen, venedisch rosen | A Schlaganfall mit Verlust des Sprechvermögens – B Stein bei jungen Kindern – C Lenden-Weh – D Epilepsie B, C, D = Deutscher Macer (Heidelberg. Cpg 226. Elsass 1459-1469. Blatt 200v.) B, D = Frankfurt. Ms. germ. qu. 17. Elsass 1. Viertel 15. Jh. Blatt 348va. |             |
| 068r       | Papaver rhoeas                                | Klapper rosen, schnell rosen, rot korn rosen | A Innere Erkrankung von Hitze – B Heisse Leber – C Wild Freisam – D St Anthonien Plag – E Zu starke Monatsblutung – F Nasenbluten – G Mundgeschwüre – H Schwarze Zunge – I Flecken der Aussätzigkeit – K Rot Fleisch – L Geschwüre am Geschlecht der Frauen – M Geschwulst am Penis – N Geschwür am Penis – O Unnatürliche Hitze (Schön) – P Haubt-Weh von Hitze – Q Augen-Schmerz – R Krankes ohnmächtiges Herz A, B, C, D, E, F, G = Büchlein von den ausgebrannten Wässern. |             |
| 076r       | Papaver somniferum                            | Magsat krut | A Rote Flecken unter dem Angesicht – B Macht die Hände weiß – C Macht gute Ruhe – D Haubt-Schmerz von Hitze – E Löscht alle Hitze – F Sonnenbrand A, B, C, D = Büchlein von den ausgebrannten Wässern. Mauchen. |             |
| 108r       | Parietaria officinalis                        | Sant peters krut, tag vnd nacht … ist ein krut zwey ellenbogen hoch, wachsende gern by den tach trouffen, oder nohe by den muren hyn | A Verstopfung von Leber und Milz – B Schmerz der Geschwulst – C Reinigt Niere und Blase – D Weh im Unterbauch – E Bringt die Monatsblutung – F Gegen Bauchgrimmen – Gebärmutter-Weh |             |
| 087v       | Petroselinum crispum                          | Peterling | A Herabfallender (Risen) Harnwegs-Stein – B Grieß in Niere und Blase – C Macht wohl harnen – D Reinigt die Leber, macht wohl dauen – E Lässt das Haar ausgehen – F Harnentleerungsstörung A, B, C, F = Galgant-Gewürz-Traktat (Heidelberg, Cpg 620. Südwestdeutschland 15. Jh. Blatt 85v.) = Gabriel von Lebenstein (Heidelberg. Cpg 666. Südwestdeutschland 1478, Blatt 113r.) A, B, C, D, F = Büchlein von den ausgebrannten Wässern. |             |
| 056v       | Phyllitis scolopendrium                       | Hyrtz zung, vil langer schmaler bletter vß einer wurtzel wachsen sind, weder samen noch blůmen hat | A Verstopfung des Herzens, stärkt das Herz – B Gut zur Milz – C Leber-Verstopfung – D Schluckauf – E Viertagefieber – F Stein in Lende und Blase – G Hitze an allen Gliedern – H Hitzige Leber – I Krebs – K Geschwulst – L Blat in der Kehle – M Schwere Träume – N Mit Myricaria germanica gegen schwere Träume – O Vertreibt geronnenes Blut vom Herzen – P Harnträufeln – Q Schwere Träume – R Gelbsucht C, E, G, H, I, R = Heidelberg. Cpg 558. Nordbayern 1470-1485, Blatt 23v. = Heidelberg. Cpg 545. Nürnberg 1474, Blatt 109r-v. B, C, H, R = Heidelberg. Cpg 226. Elsass 1459-1469. Blatt 103r. B, D, M, N, Q = Büchlein von den ausgebrannten Wässern. |             |
| 062v       | Physalis alkekengi                            | Iuden kirsen, schlutten, boberellen ist ein krut ellenbogen hoch mit rot farb blosen, darin rot ber wie die roten kyrsen sind | A Harnwegsstein – B Grieß in Lende und Blase – C Bewegt den Harn – D Geschwer der Niere und der Blase – E Blut-Harnen – F Gesücht A, B, C = Pseudo-Arnaldus de Villanova. Bewahrung und Bereitung der Wein. 13. / 14. Jh. = Frankfurt. Ms. germ. qu. 17. Elsass 1. Viertel 15. Jh. Blatt 350ra. A, B, C, D = Gart der Gesundheit. Mainz 1485, Kapitel 24. |             |
| 045r       | Pimpinella anisum                             | Enis das krut in gstalt gar nohe glich dem fenchel ist. | A Nimmt schweren Schleim aus dem Magen, wärmt den Magen – B Winde im Leib A, B = Pseudo-Arnaldus de Villanova. Bewahrung und Bereitung der Wein. 13. / 14. Jh. |             |
| 024v       | Pimpinella major                              | Bibinellen, groß … mangeln ist sollicher scherpffe [wie das kleine] ist von etlichen … wild bestenaw genant | |             |
| 024v       | Pimpinella saxifraga                          | Bibinellen … mit eym subtilen stengel vff ein ellenbogen hoch, mit eynem vast cleinen wyßen blümlin, mit eyner scharpffen wurtzlen im schmack des munds, in der Versuchung glychtz schier dem ymber | A Harnwegs-Stein – B Grieß in Lende und Blase, reinigt die Nieren – C Macht Antlitz und Hände lauter und schön – D Pestilentz – E Behüten vor der Pestilentz – F Wärmt die Gebärmutter – G Geicht – H Bringt die Monatsblutung – I Nimmt Beschwerung vom Herzen – K Führt böse Feuchtigkeit durch den Harn ab – L Vergifft A, B, C = Frankfurt. Ms. germ. qu. 17. Elsass 1. Viertel 15. Jh. Blatt 341va. = Heidelberg. Cpg 226. Elsass 1459-1469. Blatt 102r-v. C, L = Heidelberg. Cpg 545. Nürnberg 1474, Blatt 100r. D, E, L = Brunschwig. Pestbuch 1500, Blatt 17r. |             |
| 117v       | Pisum sativum                                 | Erbeiß, wyß; schotten, schifen | A Fickwartzen |             |
| 105v       | Plantago lanceolata                           | Wegrich, spitzer; rippel | A Geschwür zwischen Nase und Auge – B Spulwürmer – C Viertagefieber – D Treibt die Nachgeburt – E Vergiftung durch Würmer und durch Tier-Bisse – F Frische und alte Wunden – G Geschwulst – H Reinigt Blase und Niere – I Giftige Tier-Bisse E, F, G, I = Frankfurt. Ms. germ. qu. 17. Elsass 1. Viertel 15. Jh. Blatt 350vb. = Heidelberg. Cpg 226. Elsass 1459-1469. Blatt 105r. = Heidelberg. Cpg 545. Nürnberg 1474, Blatt 109r. |             |
| 032r       | Plantago major                                | Wegrich, breiter | Wurzel und Kraut. A Wassersucht – B Heisser Husten – C Hitzige Geschwulst – D Heisse Blatern – E Brand – F Blutige Ruhr – G Weisse Ruhr – H Geschlagene oder gestochene Geschwer – I Mund- und Zahnfleisch-Wunden – K Lungen-Schwindsucht – L Fisteln – M Ohrenschmerz – N Höllisch Feuer – O Augen-Geschwulst – P Zahnfleisch-Geschwulst – Q Hals-Serigkeit – R Antidot gegen Spinnen-Gift – S Fallender Siechtagen – T Verzauberung – V Bringt Schweiss – X Feuchte Wunden – Y Milz-Schmerz – Z Blutende Wunden – AA Biss eines unsinnigen Hundes – BB Hitzige Blasen- und Lenden-Siechtage – CC Spulwurm – DD Fieber mit Schüttelfrost – EE Zu starke Monatsblutung – FF Hilft der Gebärmutter – GG Treibt die Nachgeburt – HH Schöne – II Pestilentz – KK Behütet die Wunden vor Entzündung – LL Um sich essen in Wunden – MM Wolf an den Schenkeln – NN Fisteln – OO Fisteln des Hintern – PP Geschwer und Blasen im Mund – QQ Als Klistier für versehrte Därme – RR Hämorrhoidenblutung – SS Böse Blatern – TT - Geschwer R (1. Satz) und T = Gart der Gesundheit. Mainz 1485, Kapitel 308. = Hildegard von Bingen. Physica, I/101. De Plantagine R Vergiftung; (2. Satz – Vff ein zit …) Samen. A Blutende Wunden und Nasenbluten. Blüte. A Gut für die Augen – B Geschwer – C Vergifft. A = Frankfurt. Ms. germ. qu. 17. Elsass 1. Viertel 15. Jh. Blatt 350vb. = Heidelberg. Cpg 226. Elsass 1459-1469. Blatt 105r. |             |
| 116v       | Polygonatum multiflorum                       | Wiß wurtz, Sigillum salomonis | A Geronnenes Blut unter der Haut – B Harnwegs-Grieß – C Macht die Haut rein – D Sommersprossen und braune Flecken im Gesicht – E Mutter-Male – F Innere Geschwer. Im Gart der Gesundheit wurde 1485 eine Abbildung der Vielblütigen Weißwurtz zum Kapitel Dictamnus albus gesetzt. Bereits 1479 hatte Vitus Auslasser die Vielblütige Weißwurz eindeutig abgebildet. |             |
| 116r       | Polygonum aviculare                           | Weg gras, wegdret, weggras | A Stopft Durchfall – B Wild Feuer – C Fieber mit Schüttelfrost – D Entzündung (Schön oder Ungesegnet) in Wunden – E Versehrte Ohren – F Bewegt den Harn und reinigt Grieß der Harnwege - G Eingeweidewürmer – H Faules Fleisch – I Schwarze Blotern – K Hitze löschen A, B, C, D, E, F = Deutscher Macer (Heidelberg. Cpg 226. Elsass 1459-1469. Blatt 201v). A, B, I, K = Büchlein von den ausgebrannten Wässern. |             |
| 081r       | Polygonum bistorta                            | Noter wurtz … hat ein rotfarb krum wurtzel wie ein schlang | A Pestilentz - B Blutende Wunden - C Tiefe Wunden - D Husten - E Vertreibt böse Humores von der Brust - F Harnentleerungsstörung - G Erfrierung an den Füssen - H Natter-Stich - I Stinkendes Fleisch in der Nase (Polipus) - K Krebs auf dem Rücken - L Zusammen mit Hanfsamen und Kerbelkraut gegen Blutergüsse C, D, E, F, G, H, I, K, L = Deutscher Macer (Heidelberg. Cpg 226. Elsass 1459-1469. Blatt 197v-198v.) |             |
| 089r       | Polygonum hydropiper                          | Phohen krut on flecken, flöh krut | A Vickwartzen |             |
| 089r       | Polygonum persicaria                          | Phohen krut vmb glichnüß willen syner bletter mitt dem pfirsich boum bletter on allein das sin bletter in der mittin dunckel oder brunfar flecken haben. | A Vickwartzen |             |
| 042v       | Polypodium vulgare                            | Engelsüß, steinfarn, engelsüß … sin bletter sich neigent zů glycheit dem gemeinen farn vnd wechßt vff steinern, sin wurtzel hat ein süssen geschmack in der versuchung. Des glichen er ouch gern wechßt vff alten boumen | A Husten - B Dorechte Sinn, Melancholie und Okallen - C Traurigkeit und Schwermut - D Macht weit um die Brust und lind im Leib - E Schwere Träume - F Böse Farbe, reinigt das Geblüt. ----- B, C, D, E, F = Frankfurt. Ms. germ. qu. 17. Elsass 1. Viertel 15. Jh. Blatt 343ra. ----- B, C, D, E = Heidelberg, Cpg 638. Elsass / Basel 2. Viertel 15. Jh. Blatt 24r. = Heidelberg. Cpg 226. Elsass 1459-1469. Blatt 105r. = Heidelberg. Cpg 545. Nürnberg 1474, Blatt 100v. |             |
| 120r       | Polytrichum commune                           | Wyder tod krut, clein stein farn, iungkfrowen har … es ist ouch ein anders des geschlechts doch nit ein krut sund ein gewechs mit gold farbe stemlin wie gold farb hor, der güldin wyddon genant | |             |
| 024r       | Portulaca oleracea                            | Burtzel … ein feißtes krut, mit vast cleynen vnd eym bleich rotfarwen runden stengelin flechtende vff der erden wachsend in feißtem vnd wolgedüngtem erdtrich, das merer teyl by zybeln … das merer teil in salat gessen | A Bluterbrechen und blutiger Stuhlgang - B Stopft den Stuhlgang - C Heißer und trockener Husten - D Macht schlafen - E Hitze der Leber - F Eingeweidewürmer der Kinder - G Löscht den Durst - H Behütet vor Pestilentz, schwarze Zunge im Fieber - I Erhitztes Geblüt - K Keuchen - L Darm-Schmerz - M Blasen-Schmerz |             |
| 052v       | Potentilla anserina                           | Genserich … ist ein krut spannen hoch etlich mit gelen blůmen die bleter inwendig grien, vnd vßwendig wiß | Kraut mit Wurzel. A Augenentzündung - B Unrechte Augenbrauen - C Dunkle Augen - D Blottern der Augen - E Wunden heilen - F Wolff (Wundsein) heilen - G Rückenschmerz - H Weißer Ausfluss der Frauen. ----- G = Büchlein von den ausgebrannten Wässern. Blumen. A Stärkt den ganzen Menschen - B Schnupfen - C Gut für die Augen - D Schwindel - E Triefaugen - F Feuchter Schaden |             |
| 109v       | Potentilla erecta                             | Tormentill, rot wurtz, blůt wurtz | A Vergifft - B Pestilentz - C Geschwer Leuten und Vieh - D Stopft den Stuhlgang besonders den blutigen - E Wunden - F Augen-Erkrankungen - G Heilt den ganzen Körper - H Fisteln - I Krebs - K Fieber - L Heilt alle Krankheiten auch die schwersten - M Stärkt die Brust C = Heidelberg. Cpg 226. Elsass 1459-1469. Blatt 105r. Rotwurt. K = Heidelberg. Cpg 558. Nordbayern 1470-1485, Blatt 27r. Birrkenknopff. H = Brunschwig. Chirurgie 1497, Blatt 128. = Guy de Chauliac. Grande chirurgie. (Übersetzung: Nicaise 1890, S. 657) A, B, F, K = Gart der Gesundheit. Mainz 1485, Kapitel 396. |             |
| 049v       | Potentilla reptans                            | Fünffinger krut … ist ein krut flechtende vff der erden mit eim langen stengel | A Stein - B Grieß in der Lende, reinigt die Niere - C Nasenbluten - D Zittern - E Alte und neue Wunden - F Apostemen und Geschwulst - G Laxiert - H Hitze löschen C, E, F, G = Deutscher Macer (Heidelberg. Cpg 226. Elsass 1459-1469. Blatt 203r-v.) A, B = Frankfurt. Ms. germ. qu. 17. Elsass 1. Viertel 15. Jh. Blatt 343rb. = Heidelberg. Cpg 226. Elsass 1459-1469. Blatt 102v. |             |
| 058r       | Primula veris                                 | Himel schlüssel, peters schlüssel, wiß batheng | A Haubt-Schmerz von Kälte - B Wärmt Magen und Leber - C Gut für Schwangere - D Reinigt bei der Monatsblutung - E Giftige Tierbisse - F Bis des tobenden Hundes - G Haubt-Schwer - H Flecken im Angesicht - I Harnwegs-Stein - K Grieß in der Lende A, B, C, D, E, F = Büchlein von den ausgebrannten Wässern. Bethonien. |             |
| 034v       | Prunella vulgaris                             | Brunellen, brimel … ist ein krut habend ein brun blům, krut vnd stengel in der höhe einer spannen, vnnd ist gar nohe glich der güldin gunsel an dem krut vnd nit an der blůmen | A Stechen in der Seite - B Geschwer im Leib - C Böse unnatürliche Hitze - D Wunden - E Geschwüre und Blasen im Mund - F Ritten um Brust und Herz, reinigt die Brust - G Flecken von unnatürlicher Hitze - H Ohnmechtigkeit des Herzens - I Kranke geschwollene Leiber - K Ungesegnet und Freisam Jungen und Alten - L Schutz vor Pestilentz - M Von Hitze schwarze Zunge - N Reinigt die Brust - O Harnentleerungsstörung - P Schmerz in den Schlossen hinten (Im Deutschen Macer: Beckenboden) - Q Ein- und Dreitage-Fieber - R Eitriges Geschwüre der Gebärmutter O, P, Q, R = Gabriel von Lebenstein (Heidelberg. Cpg 666. Südwestdeutschland 1478, Blatt 124r-v.) K, L, M = Büchlein von den ausgebrannten Wässern. C, F, K, M, N = Gart der Gesundheit. Mainz 1485, Kapitel 72. |             |
| 099v       | Prunus avium                                  | Schwartz kirsen, vogel kirsen | A Wassersucht - B Schlag mit Gliederlähmung - C Geschwulst - D Stopft den Stuhlgang |             |
| 088r       | Prunus armeniaca                              | Pfirsich die gelben | |             |
| 088r       | Prunus persica                                | Pfirsich die wyssen | Laub. A Harnwegs-Grieß - B Macht harnen und reinigt die Blase - C Spulwürmer bei jungen Kindern - D Herabfallender (Risen) Harnwegs-Stein - E Würmer in den Ohren - F Haubt-Weh C = Heidelberg. Cpg 226. Elsass 1459-1469. Blatt 159v. Blüten. A Ein- und Dreitage-Fieber. Wallen von pontomos |             |
| 099r       | Prunus cerasus                                | Rot kirsen | A Bringt die Monatsblutung - B Durchfall, besonders blutiger Durchfall - C Hitze von Leber und Magen, stärkt das Herz B = Gart der Gesundheit. Mainz 1485, Kapitel 120. |             |
| 106v       | Prunus spinosa                                | Schlehen | Unreife Früchte (September). A Rote und hitzige Ruhr - B Macht weiche Brüste hart. Blüten. A Apostemen bevor sie sich erheben - B Übriges Geblüt |             |
| 052r       | Pyrola rotundifolia                           | Groß gunsel … hat bletter nach glych dem mangolt, doch ein wenig cleiner on alle blůmen … | A Geschwer außen und innen - B Geschwür (Essen) am weiblichen Geschlecht A = Frankfurt. Ms. germ. qu. 17. Elsass 1. Viertel 15. Jh. Blatt 344ra. Guntzel die große. |             |
| 117r       | Pyrola rotundifolia                           | Wyntter grüen … das wyblin an moßechten stetten wachsen ist … glich dem mangolt von etlich groß wintter grüen oder holtz mangolt genant … spannen hoch | A Frische Wunden - B Alte Schäden |             |
| 117v       | Pyrus pyraster                                | Wild bieren, holtz byren | A Stopft den Stuhlgang - B Macht Brüste hart und klein |             |
| 042r       | Quercus infectoria                            | Eichboum einer der eichöpfel treyt | |             |
| 042r       | Quercus robur                                 | Eichboum einer der eichel treit | A Rote Blätterlin unter den Augen - B Macht weisse Hände - C Geronnenes Blut - D Stellt den Durchfall - E Unreinheit und Faulung der Leber - F Lungensucht und Faulung der Lunge - G Seitenstechen - H Löcher am Penis - I Alte Schäden an den Beinen - K Stillt zu starke Monatsblutung - L Stillt das Bluten in Wunden - M Blut-Harnen - N Einbluten von Wunden - O Hitze und Rötung der Beine von schwarzen Blattern - P Herabfallender (Risen) Harnwegs-Stein und Grieß - Q Versehrte Därme nach dem Stuhlgang A, B, D, Q = Büchlein von den ausgebrannten Wässern. D, E, F, G, P, Q = Heidelberg. Cpg 545. Nürnberg 1474, Blatt 100v-101r. C, K, L, M, N = Frankfurt. Ms. germ. qu. 17. Elsass 1. Viertel 15. Jh. Blatt 343rb. |             |
| 050r       | Ranunculus ficaria                            | Fick wartzen krut … sin wurtzel geschaffen ist glich den fickwartzen vnd ist ein krut bletter in lengde einer spannen, vnd gelb bliemlin, vnd weret nit lenger dann vntz ußgond des meyen, so verschwint es dz man sin nyme mer fint. Die bletter glich dem violen krut doch eyn wenig cleiner                                                                                   | Blätter und Wurzeln. A Fickwartzen A = Gart der Gesundheit. Mainz 1485, Kapitel 9. |             |
| 091v       | Raphanus sativus                              | Gemein rettich | Wurzel. A Harnwegs-Stein - B Vergift - C Macht harnen - D Wespen- oder Spinnen-Stich - E Zahn-Geschwer - F Wassersucht - G Gelbsucht - H Spulwürmer im Bauch - J Macht den Magen gut dauen - K Kühlt heiße Geschwulst - L Reinigt den Magen - M Öffnet innere Verstopfung - N Bewirkt Erbrechen (Schwelckern) - O Pilzvergiftung - P Verflüssigt Lungensekret - Q Milz-Geschwulst - R Behütet vor Star-Blindheit - S Flecken im Gesicht - T Gelbe Flecken im Gesicht - V Hals-Geschwer (Squinancia) - X Läutert die Stimme - Y Reinigt die Lunge - Z Hauterkrankungen (Impetigo und Serpigo) - AA Arzneivergiftung - BB Skorpionstich - CC Viertagefieber - DD Vermehrt die Lust - FF Bewegt die Monatsblutung - GG Reissender Stein A, C, H, N, GG = Büchlein von den ausgebrannten Wässern. A, B, C = Frankfurt. Ms. germ. qu. 17. Elsass 1. Viertel 15. Jh. Blatt 346vb.= Heidelberg. Cpg 226. Elsass 1459-1469. Blatt 103v. A, C, J, Q, S, T, CC, FF = Gart der Gesundheit. Mainz 1485, Kapitel 339. Retich. Blätter. A Süren an Händen und Füssen - B Grieß in Lende und Blase |             |
| 096v, 098r | Rosa spec.                                    | Rosen … | Blumen. A Unnatürliche Hitze - B Heiliges Feuer und St. Anthonien Feuer - C Kräftigt das Haubt - D Stopft die Monatsblutung, die von Hitze ist - E Ohnmacht von Hitze - F Mundgestank - G Rote entzündete Augen - H Laxiert den von Hitze harten Bauch - I Stellt den Durchfall von Hitze - K Heiße Leber - L Magen-Hitze - M Macht Ruhe und Schlaf - N Reinigt stinkende Wunden - O Kräftigt und Zieht zusammen - P Zahnschmerz von Hitze - Q Stellt die weiße Ruhr (Lienteria) - R Schwindel und Ohnmacht - S Stärkt das Hirn - T Macht fröhlich - V Röt bzw. Freisam - X Zusammen mit Elfenbein A, B, C, D, G, I, Q, V, X = Gabriel von Lebenstein (Heidelberg. Cpg 666. Südwestdeutschland 14. / 15. Jh. Blatt 101r.). Knöpfe. A Stopft den Stuhlgang |             |
| 097v       | Rosa alba                                     | Rosen … wyß zam gefüllt rosen | A Stärkt und Kräftigt bei Ohnmacht des Herzens - B Stärkt die Glieder - C Schwäche - D Bringt ruhigen Schlaf |             |
| 028r       | Rosa canina                                   | Rosen … Butte rosen, hag rosen, hegen, hyeffen, egelentyer rosen … des bletter ein wenig rotfar sint, vnnd sin blůmen wie wiß rosen doch nit gefüllt, sin frůcht glich der oliven ist, dan allein sie rot ist vnd inwendig hol, vnd gefült mit etlichem somen, eckecht glich als steinlin, vff der frůcht ein schwartz hütlin                                                    | Laub. A Pestilentz Rosen. A Kalte Natur und kalter Magen - B Taubheit der Ohren A = Büchlein von den ausgebrannten Wässern. |             |
| 096v       | Rosa centifolia                               | Rosen .. rot zam rosen | A Stärkt und kühlt Hirn, Herz und Magen - B Stärkt Geist und angeborene Wärme - C Rote und weiße Ruhr - D Geschwinden, Ohnmächtigkeit und Kotzen - E Macht guten Mundgeruch - F Macht starkes Zahnfleisch - G Mit weiteren Zutaten für das Auge - H Ohnmacht und Schwäche - I Augenrötung - K Stärkt das Haubt - L Klärt die Augen - M Nimmt Schwindel, stärkt die Leber - N Rote und weiße Ruhr - O Bluten aus Wunden und Nase - P Husten von Hitze - R Heiße Geschwere - R [statt S] Stärkt den Magen - S Stärkt und kräftigt das Herz |             |
| 096v       | Rosa gallica                                  | Rosen … heid oder wild rosen | |             |
| 092v       | Rosmarinus officinalis                        | Roßmarynen | A Rechtfertigt und stärkt den Geist und die angeborene Wärme - B Kräftigt das Hirn und den ganzen Leib - C Erwärmt das Haubt und verzehrt Phlegma und Melancholie - D Fauler Schweiß - E Appetitlosigkeit - F Wärmt das Mark in den Beinen - G Schwellung der Bein durch den Tropfen - H Öffnet die kleinen Äderlein - I Pestilentz - K Reinigt das Geblüt - L Schwerer Atem - M Macht herzhaftig - N Abnehmen - O Schärft Zunge und Reden - P Macht das Angesicht lauter - Q Schütz vor Haarausfall - R Schützt vor Antrax - S Fisteln - T Hält jung - V Gut für Zähne und Zahnfleisch - X Böse Wunden und Geschwer - Y Unwillen und Flüsse des Bauches - Z Gut für gelähmte Bettlägerige und für Zittern - AA Vergift - BB Gut für die Gebärmutter und zur Fruchtbarkeit (Balsamherstellung aus den Blüten) - CC Stärkt Herz und Hirn - DD Schwäche der Adern - EE Makel und Flecken der Haut - FF Hält jung - GG Augentropfen - HH Unempfindliche und lahme Glieder - II Versalzenes Phlegma, Fistel und Krebs (Rosmarinblumen in Branntwein destilliert) - KK Herz-Kälte. |             |
| 029v       | Rubus fructicosus                             | Bromber, kratzber | A Stein der jungen Kinder - B Grieß in Lende und Blase - C Blatt und Zäpflein im Hals - D Hals-Geschwer (Squinancia) - E Serigkeit im Hals A, B = Heidelberg. Cpg 226. Elsass 1459-1469. Blatt 104v. Brēmen. |             |
| 061v       | Rubus idaeus                                  | Himpber, hunds per | A Bricht den reißenden Stein - B Macht harnen |             |
| 078v       | Rumex obtusifolius                            | Menwel wurtzel, wylder mangold, zytersch wurtz, streiff wurtz, grint wurtz … mit breiten rotfarben blettern … mit stengeln eins ellenbogen hoch | A Rüdigkeit - B Zyterschen A, B = Heidelberg. Cpg 226. Elsass 1459-1469. Blatt 103v. Menwen. |             |
| 016r       | Rumex rugosus                                 | Ampfer mitt eynem hochen stengel vff anderthalb ellen bogen hoch mitt cleinen rotfar blůmlin nohe wie ein cleisn breyts semlin, wachsen vff den matten vnd wissen, ouch in ettlichen gerten | A Durst bei Fieber - B Fieberhafte Erkrankung - C Gelbsucht - D Leber-Hitze - E Bringt Lust zu essen - F Antonius Plag - G Vergifft von Hitze - H Hitzige Ding - I Haubt-Weh von Hitze - K Zitterschen - L Augenrötung - M Ohrgeschwer - N Pestilentz - O Magen-Erkrankung durch Hitze A, B, D, F, G, H, I, K, L, N, O = Büchlein von den ausgebrannten Wässern. A, B, C, D = Frankfurt. Ms. germ. qu. 17. Elsass 1. Viertel 15. Jh. Blatt 340vb. = Heidelberg. Cpg 226. Elsass 1459-1469. Blatt 102r. Ampffer. |             |
| 094v       | Ruta graveolens                               | Rut, wyn rut | A Böse Leber - B Unkeuschheit - C Böse Milz, Leber und Magen - D Erbrechen und Aufstoßen des Magens - E Gut für die Lunge - F Geschwulst an Brust und Rippen - G Winde im Bauch - H Gesücht von Hitze - I Hilft dem Eingeweide - K Schärft das Sehen - L Schleim in den Augen - M Schwindel - N Wassersucht - O Krampf - P Geschwulst des Haubts - Q Paralis - R Räude - S Kälte der Glieder - T Nasen-Polyp - V Glieder-Zittern - X Pestilentz - Y Apostemen des Haubts - Z Spulwürmer im Bauch - AA Treibt die Geburt - BB Säubert die Monatsblutung - CC Husten - DD Panaritium (Wurm) - EE Brodeln im Bauch - FF Durchfall - GG Fieber (Ritten) - HH Vergifft - II Stärkt Nerven und Adern - KK Zahn- und Zahnfleisch-Faulen - LL Schmerz der Adern - MM Biss des tobenden Hundes - NN Giftige Tier-Bisse - OO Schützt das Haus vor dem Teufel - PP Epilepsie - QQ Glieder-Weh - RR Bringt die Monatsblutung B, C, F, K, N, P, T, Y, Z, AA, BB, CC, EE, GG, HH, MM, NN, RR = Deutscher Macer (Heidelberg. Cpg 226. Elsass 1459-1469. Blatt 183r-v.) E, F, G, N, Z, AA, BB, MM, NN, RR = Gabriel von Lebenstein (Heidelberg. Cpg 545. Nürnberg 1474, Blatt 107r-v.) = Heidelberg. Cpg 666. Südweastdeutschland 1478, Blatt 91r. |             |
| 113r       | Salix alba var. vitellina                     | Wilgen, hor widen | |             |
| 113r       | Salix caprea Salix                            | Wilgen, felber, wyß gilgen, wiblin | A Harnwegs-Stein - B Harnwegs-Grieß - C Rötung der Augen-Lider - D Wild Feuer - E Wasser von dem „menlin“ (S. purpurea) gegen Eingeweidewürmer - F Fussbad mit Wasser von „menlin“ (S. purpurea) und „wyblin“ (S. caprea) zusammen verstopft den Bauch. Wasser von „menlin“ und „wyblin“ zusammen getrunken fördert den Stuhlgang - G Herabfallender (Risen) Harnwegs-Stein - H Macht harnen - I „Menlin“ und „wyblin“ zusammen für Fisteln - K Böse Feuchtigkeit im Menschen - L Augenrötung - M Wasser vom „menlin“ treibt die tote Geburt aus Blüten. A Gut für das Gesicht (Sehen) - B Grind auf dem Haubt - C Macht das Haar schön A, B, C = Büchlein von den ausgebrannten Wässern. |             |
| 113r       | Salix fragilis                                | Wilgen, sproß widen | |             |
| 113r       | Salix purpurea                                | Wilgen, menlin, rot wyden | Siehe unter Salix caprea E, F und I |             |
| 085r, 103r | Salvia officinalis ssp. major                 | Orecht salbei die groß | |             |
| 085r, 103r | Salvia officinalis ssp. minor                 | Orecht salbei die cleyn | |             |
| 117r       | Salvia pratensis                              | Wild salbei das krut nit lenger würt dann ellenbogen hoch vnnd in welden wachsen ist | |             |
| 118r       | Salvia sclarea                                | Scharley, zamer | |             |
| 017r       | Sambucus ebulus                               | Attich, wilder holder; es dem holder glych ist mitt blettern vnd beren mit eym hochen stengel, doch nit holtzecht das hert ist als der holder, ouch nit also hoch wachsen ist. | A Macht Stuhlgang - B Geiycht der Glieder - C Geschwulst besonders Wassersucht - D Eintagesfieber - E Seitenweh - F Leber-Verstopfung C = Heidelberg. Cpg 226. Elsass 1459-1469. Blatt 102r. = Heidelberg. Cpg 666. Südwestdeutschland 1478. Blatt 127v. A, B, C, D = Gart der Gesundheit. Mainz 1485, Kapitel 161. |             |
| 055v       | Sambucus nigra                                | Holder | Mittlere Rinde. A Wassersucht A = Heidelberg. Cpg 226. Elsass 1459-1469. Blatt 103r. Blätter. A Heiße Beine und faule Brüche A = Deutscher Macer (Heidelberg. Cpg 226. Elsass 1459-1469. Blatt 203v.). Blüten. A Weicht die Brust - B Geschwulst - C Hitze der Augen - D Wassersucht - E Alte und kalte Schäden - F Behütet vor Aussatz - G Zittern der Hände - H Stärkt den Magen - I Ausschlag unter dem Antlitz - K Haubt-Weh - L Verstopfung von Leber, Milz und Nieren - M Dreitagefieber, Flüsse von Melancholie - N Purgiert unten aus - O Fell der Augen B = Büchlein von den ausgebrannten Wässern. Zickel F, H, I, K, L = Büchlein von den ausgebrannten Wässern. Holerplüd D = Heidelberg. Cpg 226. Elsass 1459-1469. Blatt 103r. |             |
| 055v       | Sambucus racemosa                             | Sambucus rubeus, doch etlich doctores schreiben sint von sambuci agreste oder siluestre gantz vnbekant | |             |
| 103v       | Sanicula europaea                             | Sanickel ist ein krut vff anderthalb spannen hoch, wurtzel, krut vnd stengel | A Wundheilung - B Geschwulst bei Leuten und Vieh - C Offene Wunden B = Heidelberg. Cpg 226. Elsass 1459-1469. Blatt 105r. |             |
| 062v       | Satureia hortensis                            | Ein krut dz man ouch in etlichen landen isop heiset vnd in latinischer zungen satureia, daruß clein isop besemlin gemacht werden im elsas, die cleider da mit schon zů machen | |             |
| 102r       | Saxifraga granulata                           | Saxifraga maior ist das, das do wyß blůmen vnd sin somen rot in der erden hat an den wurtzlen hangen | A Harnwegs-Stein - B Grieß in Lende und Blase - C Macht harnen, reinigt Blase und Niere A, B, C = Büchlein von den ausgebrannten Wässern. Steinbrech. |             |
| 023v       | Scrophularia nodosa                           | Brun wurtz; mit einer drüsechten wurtzeln vnnd brunfaren stengel, zů oberst clein schellin, bletter glich den neßlen, doch nit brennen | A Vickwartzen - B Rötung des Angesichts |             |
| 074v       | Sedum acre                                    | Muer pfeffer, ertweis; es ist ouch ein anders doch vast cleiner (als Sedum album) vff zweier gleich eins fingers lang von den tütschen ertweis genant, vnnd wechset ouch vff den muren | |             |
| 074v       | Sedum album                                   | Muer pfeffer, muer trübel, katzen trübel … es gern an den alten muren wachsen ist mit cleinen beren wie weissen körnlin | A Hitzige Apostemen und Geschwer - B Panaritium (Wurm am Finger) - C Schlägt hitzige Dinge zurück A, B, C = Heidelberg. Cpg 558. Nordbayern 1470-1485, Blatt 23v. = Heidelberg. Cpg 545. Nürnberg 1474, Blatt 109v. |             |
| 057v       | Sempervivum tectorum                          | Hußwurtz, dünderbar … gepflantzt würt vff hüser fůr den dund (Donner) | A Löscht alle Hitze - B Hitzige Leber - C Hitze der Pestilentz - D Gut für das Gehör - E Gesücht besonders der Männer - F Verklebte Augenlider - G Heiße Geschwulst - H Löscht Brand und heißes Ungemach - I Erisipela und heiße Apostemen - K Heiße Podagra - L Verbrennung - M Haubt-Schmerz von Hitze - N Hirnwütigkeit A = Büchlein von den ausgebrannten Wässern. E = Heidelberg. Cpg 226. Elsass 1459-1469. Blatt 105r. |             |
| 061r       | Senecio nemorensis                            | Heidensch wuntkrut … das recht heidensch wunt krut hat ein rot farb runden hohen stengel, vff drythalb ellenbogen hoch mit zinelechten blettern, den widen, in gestalt einer segen, die beide wachsendt mit gelben blůmen in den welden, das sind beid die rechten heidensch wund krut, in der worheit                                                                           | A Wunden - B Alte Schäden - C Wundsein im Mund - D In Wein gebeizt und dann gebrannt am besten - E Serigkeit am Geschlecht bei Männern und Frauen |             |
| 037v       | Senecio vulgaris                              | Crütz wurtz ist ein clein krut, wachsend vff den geerten eckeren, sundlich by zybeln oder cabßkrut oder bynetsch, in der höhe eyns ellenbogen, wann es hoch würt, mit cleinen blettern | A Gelbsucht - B Hitzige Leber - C Stärkt Herz und Leib - D Spulwürmer B, D = Büchlein von den ausgebrannten Wässern. |             |
| 048v       | Silybium marianum                             | Fedistel, vnser frouwen distel, wiß distel … ein stechend krut mit eim hohen stengel vnd breyt bletter, besprengt mit grossen wissen flecken | A Stechen im Leib besonders bei jungen Kindern - B Gesegnet oder Freisam der jungen Kinder - C Geronnenes Blut - D Macht weit um Brust und Herz - E Gut für Lunge und Milz - F Entzündete Leber - G Löscht den Durst A, B, E, F = Büchlein von den ausgebrannten Wässern. |             |
| 107v       | Sinapis spec.                                 | Senff krut | A Zahn- und Zahnfleisch-Geschwer - B Schwinden der Glieder - C Wärmt das Mark in den Beinen - D Kalt Gesücht |             |
| 109v       | Sinapis spec.                                 | Sprinck krut | … F Senff somen gestossen vnd vier tag in essich gebeisset vnd dan gebrant vnd die glider do mit geriben morgens vnd abens ist gůt für die lammigkeit der glider |             |
| 061v       | Sisymbrium officinale                         | Isen krut, dz wyblin mit gelen blümlin, vff ellenbogen hoch. Otto Brunfels und Hieronymus Bock. deuteten das „Eisenkraut-Weiblein“ als Weg-Rauke | |             |
| 122r       | Solanum dulcamara                             | Ye lenger ye lieber, hinsch krut | A Harnwegs-Stein - B Dürrer Husten, macht weit um die Brust - C Heißes Keuchen von Hitze A = Gart der Gesundheit. Mainz 1485, Kapitel 102. |             |
| 082v       | Solanum nigrum                                | Nachtschet | A Nacken-Weh - B Haubt-Weh von Hitze - C Heiße Gesücht - D Schöne - E Hitze innen und außen - F Ohren-Weh - G Heiße Apostemen und Geschwer - H Brust-Weh von Hitze - I Hüft-Weh von Hitze - K Hals-Weh - L Heiße Geschwulst - M Kühlt die Leber - N Gebrochene Leute - O Schrecken in der Nacht - P Harnwegs-Stein - Q Macht schwitzen - R Geschwollene Brüste der Frauen - S Schlägt hitzige Materie zurück (Repercussion) B, C, E, G, L, S = Büchlein von den ausgebrannten Wässern. S = Brunschwig. Chirurgie 1497, Blatt 127v. = Guy de Chauliac. Grande chirurgie. (Übersetzung: Nicaise 1890, S. 651) |             |
| 118r       | Stachys germanica                             | Scharlach, wylder scharlach | |             |
| 059v       | Stellaria media                               | Hüner serb krut, hüner derm, fogel krut | A Hitze der Leber - B Hitzige Geschwulst - C Wunden - D Behütet kranke Kinder vor Geyicht - E Sieche Menschen zu stärken B = Gart der Gesundheit. Mainz 1485, Kapitel 262. Morsus galline. Huner darm. Myer. |             |
| 020v       | Succisa pratensis                             | Ab bis, abgebis, teüfelsbis … die wurtzel im grund abgefulet ist, glich als wer sie abgebissen, mit breiten spitzlechten horechten blettern, etwan rot flecklin dar in, ein hochen stengel vff zweier allenbogen hoch oder lenger, mit blowen blůmen glych der scabiose | A Geronnenes Blut - B Geschwer im Leib - C Stechen - D Geschwer um Herz, Leber und Brust - E Schutz vor Pestilentz A, B, C = Heidelberg. Cpg 226. Elsass 1459-1469. Blatt 102r. A, D = Frankfurt. Ms. germ. qu. 17. Elsass 1. Viertel 15. Jh. Blatt 340vb. |             |
| 112v       | Symphytum officinale                          | Walwurtz, beinwel, schwartz wurtz | A Frische Wunden - B Schrunden an den Lippen - C Allein getrunken nicht gut außer mit Wein gemischt für Gebrochene - D Heisse Geiycht der Glieder - E Wildes Feuer - F Geschwulst - G Blut in den Wunden - H Beinbruch - I Gebrochener Mensch C, D, E, F = Büchlein von den ausgebrannten Wässern. A, C, G, H, I = Brunschwig. Chirurgie 1497, Blatt 126v. Consolida. = Guy de Chauliac. Grande chirurgie. (Übersetzung: Nicaise 1890, S. 644) |             |
| 093v       | Tanacetum vulgare                             | Reynfarn, würm sat … dern kinden nüchtern geben anderthalb quintin vff eyn mal tötet die würm vnd sie vßtryben ist | A Löscht Hitze - B Harnwegs-Stein - C Stein-Blockade in der Harnröhre - D Würmer im Bauch B, C = Heidelberg. Cpg 673. Südwestdeutschland 1447, Blatt 30v. = Hildegard. Physica I / 111 A, C, D = Gart der Gesundheit. Mainz 1485, Kapitel 399. |             |
| 088r       | Taraxacum officinale                          | Pfaffen krut, mertzen blůme. Beim Kapitel „Dens leonis. Felryß“ im Gart der Gesundheit (Mainz 1485, Kapitel 152.) bleibt der Bezug zum Löwenzahn ungewiss | Stängel. A Schwarze Blattern - B Böse Bletzer an den Beinen - C Gut für die Augen - D Schmerzen im Unterleib - E Flüsse in Gliedern und Gelenken - F Stechen in der Seite D = Büchlein von den ausgebrannten Wässern. B, C = Gart der Gesundheit. Mainz 1485, Kapitel 152. Blumen. A Gut zu den Augen - B Macht lautere Haut unter den Augen - C Löscht böse Hitze |             |
| 089v       | Thymus serpyllum                              | Quendel, hüner kull, wild boley … ist ein krut mit all vff einer spannen hoch | A Kräftigt Haubt und Hirn - B Tier-Bisse - C Appetitanregend und magenstärkend - D Brodeln im Bauch - E Weicht den harten Magen - F Harnentleerungsstörung - G Eintagesfieber - H Kalte Feuchte im Haubt - J Stärkt das Sehen - K Quetschungen - L Kalte Leber, Verstopfung von Leber und Milz - M Heilt den Darm nach eitrigem Stuhlgang (Lienteria) - N Bessert das Gehör - O Stärkt die Nervi - P Harnentleerungsstörung - Q Öffnet die verstopfte Nase - R Haubt-Beschwerden - S Geschwinden - T Übelkeit - V Stärkt die Milz - X Grimmen und Reißen im Bauch - Y Stärkt die Leber - Z Treibt den Harnwegsstein mit Würgen aus - AA Bewegt den Harn C, E, G K, L, M, Y = Büchlein von den ausgebrannten Wässern. Künlin kraut. A, B, C, E, H, P, R, T, X, Z, AA = Gart der Gesundheit. Mainz 1485, Kapitel 348. |             |
| 070r       | Tilia cordata                                 | Lynde … dz ander mit cleinen bletter stein lind genant | |             |
| 070r       | Tilia platyphyllos                            | Lynde … eins mit großen blettern | A Epilepsie - B Schmerzen im Unterbauch - C Herz-Zittern - D Stärkt die Augen - E Harnwegs-Stein - F Flecken und Masen der Augen - G Hände und Füße erfroren - H Wärmt die erkaltete Gebärmutter - I Rote Flecken unter dem Antlitz - K Sonnenbrand - L Bringt den Frauen Milch - M Verbrennung - N Gelbsucht - O Geschwulst - P Vertreibt böse Feuchtigkeit im Leib - Q Verlust des Sprechvermögens bei Krankheit - R Erwärmt den kalten Magen A, B, C, E, G, H = Büchlein von den ausgebrannten Wässern. A, B, C, E, G, H, R = Heidelberg. Cpg 545. Nürnberg 1474, Blatt 108v-109r. |             |
| 029r       | Tragopogon pratensis                          | Bocks bart … wechßt vff den wissen oder matten mit eym hochen knodechten stengel by II ellenbogen hoch, tragen ist zwo oder dry gelber blůme, gar nohe glich den mertzen blůmen … doch nit also breit, vnd das krut mit langen schmalen spitzen blettern dar vff etwan funden würt ein wyß schümlin. Dz krut geküwt in dem mund ist süß im geschmack                             | Kraut und Stängel ohne Wurzel. A Stechen in der Seite |             |
| 065v       | Trifolium pratense                            | Kle, dry blat … syn blům im elsas fleisch blůmen dar vmb das sie rotfarb sint glich den gerechten fleisch wachsend vff den wysen und matten | A Böser Magen - B Stinkender Atem - C Weißer Ausfluss der Frauen A, C = Gart der Gesundheit. Mainz 1485, Kapitel 397. |             |
| 026r       | Tussilago farfara                             | Brant latich, roßhůb … mit breiten runden blettern, die öber syt grüen, die letz oder vnder syt wyß, krut vnd stengel vff ein spann lang | A Verbrennung - B Innere Versehrung von Hitze - C Vickwartzen - D Macht schwitzen - E Wasser von der Wurzel. Pestilentz - F Masen und Flecken am Leib D, E, F = Gart der Gesundheit. Mainz 1485, Kapitel 245. Lappacium rotundum. Hufflattich. A, F = Gart der Gesundheit. Mainz 1485, Kapitel 420. Ungula caballina. Brant lattich. |             |
| 083v       | Urtica dioica                                 | Gros nessel … vff drithalb elenbogen hoch | Wurzel. A Altes kaltes Grimmen im Leib - B Alter Husten - C Apostemen der Lunge - D Reinigt wüste unreine Wunden - E Tropfen des Paralisis oder Berlins - F Krebs - G Fistel - H Podagra mit Apostem - I Polipus der Nase - K Nasen-Bluten - L Schmerz im Unterbauch - M Bewegt den Bauch - N Lungen-Sucht - O Treibt das tote Kind aus der Mutter - P Magen-Schmerz - Q Fördert die Monatsblutung A, P = Frankfurt. Ms. germ. qu. 17. Elsass 1. Viertel 15. Jh. Blatt 347va. A, B, C, D, F, H, N, Q = Gart der Gesundheit. Mainz 1485, Kapitel 410. Samen. A Macht die Hände weiss. Kraut. A Darm-Geiycht - B Grimmen im Bauch - C Aufsteigende Bermutter - D Harnwegs-Stein, Nieren-Siechtag von Kälte - E Würmer im Bauch - F Kalter Husten - G Schwerer Atem - H Erkaltete Lunge - I Blähung im Leib - K Wüste unreine Wunden und Geschwer - L Nässendes Geschwer - M Hunde-Biss - N Bletz A, B, C, D = Büchlein von den ausgebrannten Wässern. Nesseln. C, D, E, F, G, H, K, L, M = Gart der Gesundheit. Mainz 1485, Kapitel 410. |             |
| 037v       | Urtica urens                                  | Clein brennende nessel, eiter nessel, heiter nessel … in der lengd einer spannen oder anderthalb | A Vickwartzen - B Schutz gegen Frieren B = Solothurn. Cod. S 386. Ravensburg 1463-1466, Blatt 134r. = Karlsruhe. Cod. Donaueschingen 793. 2. Hälfte 15. Jh. Blatt 32v. |             |
| 107r       | Valeriana celtica                             | Spicanardi … sant Marien magdalenen blůmen, wachsend vnd funden würt zwüschen vngern österich nit wyt von der Styrmack | „… die alten gesetzt vnd zu gelassen habend an etlichen orten des selbigen [Valeriana celtica] zwei teil zu nehmen für ein teil spica nardi …“ |             |
| 039r       | Valeriana officinalis                         | Denmarck, balderion, katzen krut; wachsen ist vff dryer ellenbogen hoch | Kraut und Wurzel: A Geschwer und Geschwulst – B Würmer bei Kindern – C Fick-Wartzen – D Augenpflege nach dem Bad – E Fliessende Fickblatern – F Knochenbruch – G Gebrochene Menschen – H Vorbeugung gegen Ansteckung – I Vergifft – K Erkaltete Glieder – L Wunden – M Geschwere und Apostemen – N Lendenweh – O Zur Harmonisierung von Paaren – P Macht trüben Wein lauter – Q Augenweh – R Macht Schwitzen – S Gliederschmerz durch Kälte – T Vickblatern – U Vorbeugung gegen Ansteckung D, E, F, G, H, T, U = Büchlein von den ausgebrannten Wässern. Baldrian Wasser A, M = Frankfurt. Ms. germ. qu 17. Elsass 1. Viertel 15. Jh. Blatt 342vb. Dennenmarg. = Heidelberg. Cpg 226. Elsass 1459-1469. Blatt 105r. Dennenmarck. Wurzel: A Vergifft – B Biss von giftigen Tieren – C Ein-Tages-Fieber – D Seitenweh A, B, C, D = Büchlein von den ausgebrannten Wässern. Valtrian mit Wurzen. |             |
| 115v       | Verbascum phlomoides                          | Wullen krut, kunigs kertz | A Geschwulst – B Hautausschlag im Gesicht – C Atemwegserkrankung – D Heiß Geiycht - E Verbrennung – F Juckende Hautausschläge – G Erysipel (Schön) – H Triefende Augen – I Flüsse – K Bauchgrimmen A, D, H, I = Büchlein von den ausgebrannten Wässern. Himelprant. A = Frankfurt. Ms. germ. qu. 17. Elsass 1. Viertel 15. Jh. Blatt 350vb. |             |
| 061v       | Verbena officinalis                           | Isen krut … das mendlin mit hymel blo farb blümlin, vff ellenbogen hoch | A Hauptweh – B Gelbsucht – C Augenerkrankungen – D Gegengift – E Vickwarzen – F Drei- und Viertagefieber – G Atemnot – I Lungenerkrankung – J Schwindsucht von den Lungen – K Stärkt die Leber – L Macht gute Farbe – M Magenschmerz – N Zahnschmerz – O Lenden- und Blasenweh – P Leber- und Milz-Verstopfung – Q Würmer im Leib – R Verstopfung - S Gries und Stein in Niere und Blase – T Fisteln – V Brust-Geschwer – X Blotern im Leib – Y Blutharnen – Z Langandauernde Krankheiten ohne erkennbare Ursache – AA Geschwer – BB Vertreibt Unkeuschheit – CC Leberverstopfung – DD Bauchgrimmen – EE Scheidenentzündung – EE Harnwegsstein A, D, F, G, I, K = Gabriel von Lebenstein A, C, D, G, Q = Büchlein von den ausgebrannten Wässern. A, D, F, G, I, K, L = Frankfurt. Ms. germ. qu. 17. Elsass 1. Viertel 15. Jh. Blatt 344va D, L = Heidelberg. Cpg 638, Elsass 2. Viertel 15. Jh. Blatt 26r. |             |
| 027r       | Veronica beccabunga                           | Bonen … Es ist ouch ein ander krut … in tütscher zungen bachbun. Aber billicher bachbon genant, darumb sin krut dem bonen krut glichen ist, vnd in den bechen wachsen ist | |             |
| 052v       | Veronica chamaedrys                           | Gamander, blo menderlin … blo blůmen tragen ist, vnd das gantz krut ist in der höhe einer spannen, vast gern wachsen in den gerten | A Treibt die Totgeburt aus – B Gebrochen im Leib – C Blutreinigung und erfreut das Herz – D Erfrischt die Leber – E Unsinniges Reden (Okallen) – F Mundgeschwür C, D, E = Frankfurt. Ms. germ. qu. 17. Elsass 1. Viertel 15. Jh. Blatt 344rb. C, D = Heidelberg. Cpg 226. Elsass 1459-1469. Blatt 102v. |             |
| 043v       | Veronica officinalis                          | Erenbris; ist ein krut wachsend vff der erden hyn fliechten, in lengde anderthalb spannen in vngebuweten enden | A Als Riechmittel gegen ansteckende Krankheiten – B Wie A – C Als schweisstreibendes Mittel zu Beginn einer Erkrankung – D Frische Wunden – E Böse Schäden – F Zusammen mit Kupfersulfat gegen roten Hautausschlag im Gesicht (Zittermal) – G Giftige Tier-Bisse – H Kehlen-Geschwulst – I Gegen Schaben im Stoff – K Reinigt böses Blut – L Schweisstreibend bei fliegender Hitze – M Blutreinigung bei Aussatz – N Macht mager durch Aktivierung des Magens – O Schwindel im Haubt – P Stärkt das Gedächtnis – Q Zusammen mit der mittleren Rinde von Bittersüßem Nachtschatten macht weit um die Brust und auswerfen – R Lungenerkrankungen – S Aufstossen der Lunge als Affekt – T Gelbsucht – V Macht sanft harnen – X Macht feisste Frauen mager damit sie fruchtbar werden – Y Wird vom Löwen als Heilmittel nach einem Wurmstich verwendet – Z Weitere Tiergeschichten von Bären, Wasserschlangen, Aalen, „nach der Lehre eines Hirten“ - AA Macht Schwitzen – BB Zubereitungsvorschrift für das Wasser |             |
| 026v       | Vicia faba                                    | Bonen | Blüte: A Augentriefen – B Hautflecken – C Im Menschen verborgene Vergift – D Rot entzündete Augen – E Blotern in den Augen – F Zieht Fremdkörper aus den Muskeln – G Böse Blatern – H Macht eine schöne Haut – I Stellt die Monatsblutung - K Erysipel (Hellisch Fuer) A, D, E = Büchlein von den ausgebrannten Wässern. B, C, H = Frankfurt. Ms. germ. qu. 17. Elsass 1. Viertel 15. Jh. Blatt 341va. = Heidelberg. Cpg 226. Elsass 1459-1469. Blatt 104v. Grüne Bohnen A Offene Beine. Bohnen-Hülsen A Gries in Lende und Harnblase. Bohnen-Kraut A Harnwegsstein bei jungen Kindern – B Vergifft – C Blutreinigung – D Macht eine schöne Haut A, D = Heidelberg. Cpg 545. Nürnberg 1474, Blatt 99r. (unter Bohnen-Blüten) |             |
| 064r       | Vinca minor                                   | Ingrüen ist ein krut vff der erden hyn flechtende glych den blettern des buchs boums, doch ein wenig spytziger | A Kalte Gebährmutter – B Kalter Magen |             |
| 030v       | Viola odorata                                 | Blow violen | A Hitze bei ansteckender Krankheit (Pestilentz) – B Heisse Fußgeschwulst (Podagra) – C Erweicht den Bauch – D Kühlt das Herz – E Schmerzhafte Augenentzündung – F Kühlt die Leber – G Reinigt die Gebärmutter – H Gut den Unsinnigen – I Schrunden am After – K Heisser trockener Husten – L Vickwartzen – M Milz-Schmerz – N Löscht Durst, gut für den Magen – O Ohrensausen – P Rauhe Kopfhaut (Schyepen des houptes) – Q Herz-Stechen – R Bringt die Sehkraft zurück – S Fieber – T Tötet Würmer im Leib – V Zahnfleischentzündung – X Lungenschwindsucht – Y Blutende Wunden – Z Epilepsie besonders bei Kindern – AA Hitze innerer Organe – BB Atemnot – CC Stärkt Bauch und Eingeweide – DD Reinigt die Nieren – EE Unangenehme Hitze besonders bei jungen Leuten – FF Bauchweh – GG Hitziges Kopfweh – HH Verlust des Sprechvermögens nach Schädelverletzung – II Weicht harte hitzige Dinge – KK Vickblotern D, E, H, L, N, Q = Büchlein von den ausgebrannten Wässern. A, B, C = Frankfurt. Ms. germ qu. 17. Elsass, 1. Viertel 15. Jh. Blatt 350va. = Heidelberg. Cpg 226, Elsass 1459-1469. Blatt 104r. |             |
| 049r       | Viola tricolor                                | Freissam krut, driualtigkeit blůme … dz wild wachsen ist vff den gebuweten eckern | A Überlaufende Hitze bei jungen Kindern – B Dämpfigkeit um Herz und Brust – C Geschwere und Geschwulst um Herz und Brust – D Geschwer an der Lunge – E Böse Hitze A, B, C, D, E = Büchlein von den ausgebrannten Wässern. |             |
| 049r       | Viola tricolor var. maxima                    | Freissam krut … das zam gepflantzt würt in den gerten | |             |
| 017r       | Viscum album                                  | Affolter mistel hatt gel bleich grünfar bletter glych dem buchß baum, doch lenger vnd schmaler | A Stärkt die Lunge – B Husten |             |
| 090v       | Vitis vinifera ssp. sylvestris                | Reben, wild | |             |
| 090v       | Vitis vinifera ssp. vinifera                  | Reben, zam | Reben-Schnitt im April: A Hauterkrankung (Rüde) – B Allgemeine Kräftigung – C Hautreinigung im Gesicht - D Mitesser (Schnebleisse) im Gesicht – E Mitesser (Eyngeling) im Gesicht – F Das aus dem Schnitt tropfende Wasser gegen Wartzen und Hühneraugen (Kregen ougen) – G Impetigo und Serpigo – H Heisse Hauterkrankungen. Reben-Laub: A Trocknet feuchte Augen – B Blutspeien – C Geschwer im Darm – D Heisser Bauchfluss – E Harnwegsstein – F Verhindert unnatürliche Gelüst bei Schwangeren |             |
| 104r       | Xanthium strumarium                           | Spitz cletten, suw kletten, scharpf kletten | A Harnwegsstein A = Gart der Gesundheit. Mainz 1485, Kapitel 227 |             |
| 027v       | Nicht zu bestimmen                            | Blow meyblůmen, dz krut hat ein langen stengel, ist mir nit bekannt. Entpfilhe ichs den die es kennen | |             |